# 센가 고다이
센가 고다이(일본어: 千賀 滉大, 1993년 1월 30일~)는 일본의 프로 야구 선수이며, 현재 메이저 리그 베이스볼인 뉴욕 메츠의 소속 선수(투수)이다. 아이치현 가마고리시 출신이다.

## 개요
투수로서 후쿠오카 소프트뱅크 호크스에서는 4번의 리그 우승, 6번의 일본 시리즈 우승에 기여했다. 개인으로서는 NPB에서 총 9개의 타이틀(5개)·주요 수상(4개)들을 석권했다.
시즌 탈삼진률(11.33) NPB 기록 보유자이며 클라이맥스 시리즈 통산 68탈삼진은 역대 1위이다.
육성 제도 출신 선수로서는 다수의 기록을 보유하고 있으면서 첫 노히트 노런 달성을 비롯해서 다승왕, 최우수 평균 자책점, 최다 탈삼진, 최고 승률 등의 타이틀 획득 및 2020년의 투수 부문 3관왕 달성(노히트 노런과 투수 부문 3관왕은 레이와 최초), 투수로서의 베스트 나인과 골든 글러브상 수상, 일본 시리즈 개막전 선발 투수, 육성 출신 선수로선 최다인 통산 승수·탈삼진수 기록, 가이 다쿠야와 함께 육성 출신 선수로는 사상 첫 올림픽 국가대표 선수이자 금메달 리스트이다. 또한 육성 출신 선수로는 사상 최초의 메이저 리거로도 알려져 있다.

## 인물

### 프로 입단 전
친아버지가 배우 이와키 고이치의 팬이라는 이유로 출생 당시에 ‘滉大’(고다이)라고 지어줬다. 초등학교 2학년 때부터 소년 야구팀 ‘미타니 히가시와카바’, 4학년부터는 ‘북부 써니 보이즈’에 소속됐다. 가마고리 시립 주부 중학교 시절에는 연식 야구부에 소속되면서 3루수로 활약했다. 무엇보다 성장통 때문에 중학교 때는 거의 시합에 나가지 못했다고 한다.
아이치 현립 가마고리 고등학교에는 지망 학교에 불합격하여 어쩔 수 없이 진학한 모양새로 고등학교 진학 후에는 한때 복싱이나 축구로 전향하려고 생각했다고 한다. 야구부는 강호교라고 말할 것도 없었고 중학교 시절 야구부 선배의 권유로 야구부에 입단했지만 정작 본인은 애당초 야구에 대한 진심이 느껴지지 않았다고 한다. 더욱이 가마고리 고등학교는 1976년에 소속 현 대회 4강에 진출했을 뿐 그 후 적어도 센가의 고교 시절까지는 8강의 실적조차 남기지 않았다. 입단 후 본인의 희망은 경험있는 내야수였지만 “캐치볼을 하는 걸 본 단계이다. 공이 뻗어나가는게 야수의 공이 아니었다. 이건 투수의 공이구나라고 생각했다”라는 감독 가네코 히로시의 의향으로 투수로 전향하여 1학년 여름부터 실전에 등판했다. 무릎 통증에 시달렸던 적도 있었기 때문에 2학년 가을과 3학년 봄에는 공식전에 등판하지 않았지만 3학년 때 하계 아이치현 대회(전국 고등학교 야구 선수권 아이치 대회) 예선 2차전에서는 3~4개 프로 구단 스카우터들이 지켜보는 가운데 아이치 상업고등학교를 7대 5로 승리했다. 하지만 오카자키 상업고등학교와 맞붙은 3차전에서는 1대 7로 패해 탈락했다.
2010년도 육성 드래프트 회의에서 후쿠오카 소프트뱅크 호크스로부터 4순위 지명을 받고 입단했는데 아마추어 야구에 조예가 깊던 아이치현 나고야시의 스포츠용품점 ‘니시마사 베이스볼샵’의 니시카와 마사지 사장이 당시 소프트뱅크 스카우트였던 오가와 가즈오에게 추천하여 센가의 영입을 결정했다고 밝혔다. 등번호는 128번으로 결정했다.

### 소프트뱅크 시절

#### 2011년
위에서 말한 무릎 통증으로 인해 고교 시절에는 그다지 연습을 쌓지 못한 점도 있어서 4월에 있은 3군 연습에서는 훈련의 절반도 달릴 수 없는 상태였지만 구라노 신지 3군 투수 코치와 일대일로 몸을 단련하면서 8월에 150km/h를 측정했다(고교 시절 최고 속도는 144km/h). 루키 시즌에서의 웨스턴 리그 공식전 등판 기회는 없었지만 미야자키 훼닉스 리그에서는 중간 계투로 4경기에 등판하여 총 3과 1/3이닝을 무안타 무실점으로 호투했다. 최종적으로는 구속이 최고 속도 152km/h까지 늘어났다.

#### 2012년
춘계 스프링 캠프 종반에는 1군에 발탁되면서 시범 경기의 등판 기회도 얻었지만 2월 26일 히로시마 도요 카프전에서 1이닝 4피안타 3실점으로 부진했고 3월 9일 요미우리 자이언츠전에서는 왼쪽 발목을 삐어서 긴급 강판돼 시즌 개막을 2군에서 맞이했다. 웨스턴 리그에서는 선발로서 4경기에 등판하여 평균 자책점 1.50의 성적을 남겼고 4월 23일에 지배하 선수로 등록함과 동시에 추정 연봉은 440만 엔, 등번호는 21번로 변경됐다. 같은 달 30일 지바 롯데 마린스전에서 데뷔 첫 등판 및 첫 선발로 나와 3과 2/3이닝을 던져 4피안타 4볼넷 3실점의 성적으로 승패는 연결되지 않았다. 다음날에 출장 선수 등록이 말소돼 5월 11일 지바 롯데전에서 다시 1군에서의 선발 기회를 얻었지만 1과 3이닝 동안 겨우 볼넷 4개를 내주고 부진에 빠져 4실점(2자책점)으로 데뷔 첫 패전 투수가 됐다. 이후 7월 25일에는 1군에 승격됐지만 등판 기회도 없이 같은 달 27일에 1군 등록이 말소되면서 이 해의 1군 등판은 위에서 말한 겨우 2경기뿐이다. 하지만 웨스턴 리그에서는 21경기에 등판하여 7승 3패, 평균 자책점 1.33으로 좋은 성적을 남기고 웨스턴 리그 최우수 평균 자책점을 차지했다. 가을에 오른쪽 어깨를 다쳐서 추계 스프링 캠프와 푸에르토리코에서 열리는 겨울 리그 참가도 포기했지만 오프에는 210만 엔이 상승한 추정 연봉 650만 엔으로 계약을 갱신했다.

#### 2013년
1월 9일에 구단 측은 센가의 등번호가 41번으로 변경했다고 공식 발표했다. 자율 훈련에서는 투구 폼 개량에 적극적으로 임하면서 개막 로테이션 진입을 목표로 하고 있었는데 3월 2일 요미우리와의 시범 경기에 등판하기로 예정돼 있었지만 발열 증세로 인해 회피했고 곧바로 2군에 내려갔다. 같은 달 10일에는 1군에 복귀하여 중간 계투로서 자신의 첫 개막 엔트리에 합류했다. 3월 31일 도호쿠 라쿠텐 골든이글스전에서 데뷔 후 처음으로 구원 등판하여 4월 11일 오릭스 버펄로스전에서는 데뷔 첫 홀드, 5월 12일 사이타마 세이부 라이온스전에서 데뷔 첫 승리 투수가 됐다. 4월 3일 홋카이도 닛폰햄 파이터스전부터 무실점 기록을 세우면서 4월 중순부터는 마무리로 기용돼 6월 21일 라쿠텐전까지 27경기 연속 무실점을 기록했다. 처음에 마무리로 기용된 6월 26일 닛폰햄전에서는 9회말에 삼자범퇴로 막아냈고 도요다 기요시가 보유한 ‘구원 투수 연속 무실점 이닝 기록(34와 1/3이닝)’이라는 퍼시픽 리그 기록을 수립했지만 정규 이닝을 넘긴 연장 10회말에서는 1루수 나카무라 아키라의 결정적인 실책으로 자책점은 0이지만 1실점으로 끝내기 패배를 당했다. 이 경기에서부터 4경기 연속으로 실점을 내주거나 패전 투수가 되면서 7월 4일에 출전 선수 등록이 말소됐다. 같은 달 14일에는 1군에 재등록되면서 감독 추천에 의해서 첫 출전하게 된 올스타전 2차전에서는 4회말부터 퍼시픽 올스타팀의 두 번째 투수로 등판했는데 2이닝 무실점, 4타자 연속을 포함 5탈삼진으로 호투하여 감투선수상을 수상했다. 후반기인 7월 26일 닛폰햄전에서 데뷔 첫 세이브를 올렸지만 8월 이후의 등판에서는 구원 실패가 두드러져 9월 4일 닛폰햄전에서 왼쪽 옆구리에 통증을 호소해 긴급 강판됐다. 다음날인 5일에 왼쪽 복사근에 근육 파열이라는 진단을 받아 등록이 말소됐고 그대로 시즌을 마쳤다. 이 해엔 팀내 2위에 해당되는 51경기에 등판해 1승 4패 17홀드 1세이브, 평균 자책점 2.40을 기록했다. 오프의 계약 갱신 협상에서는 2,650만 엔이 상승한 추정 연봉 3,300만 엔에 서명했고 협상 자리에서는 다음 시즌부터 선발 재전향해달라고 호소했다.

#### 2014년

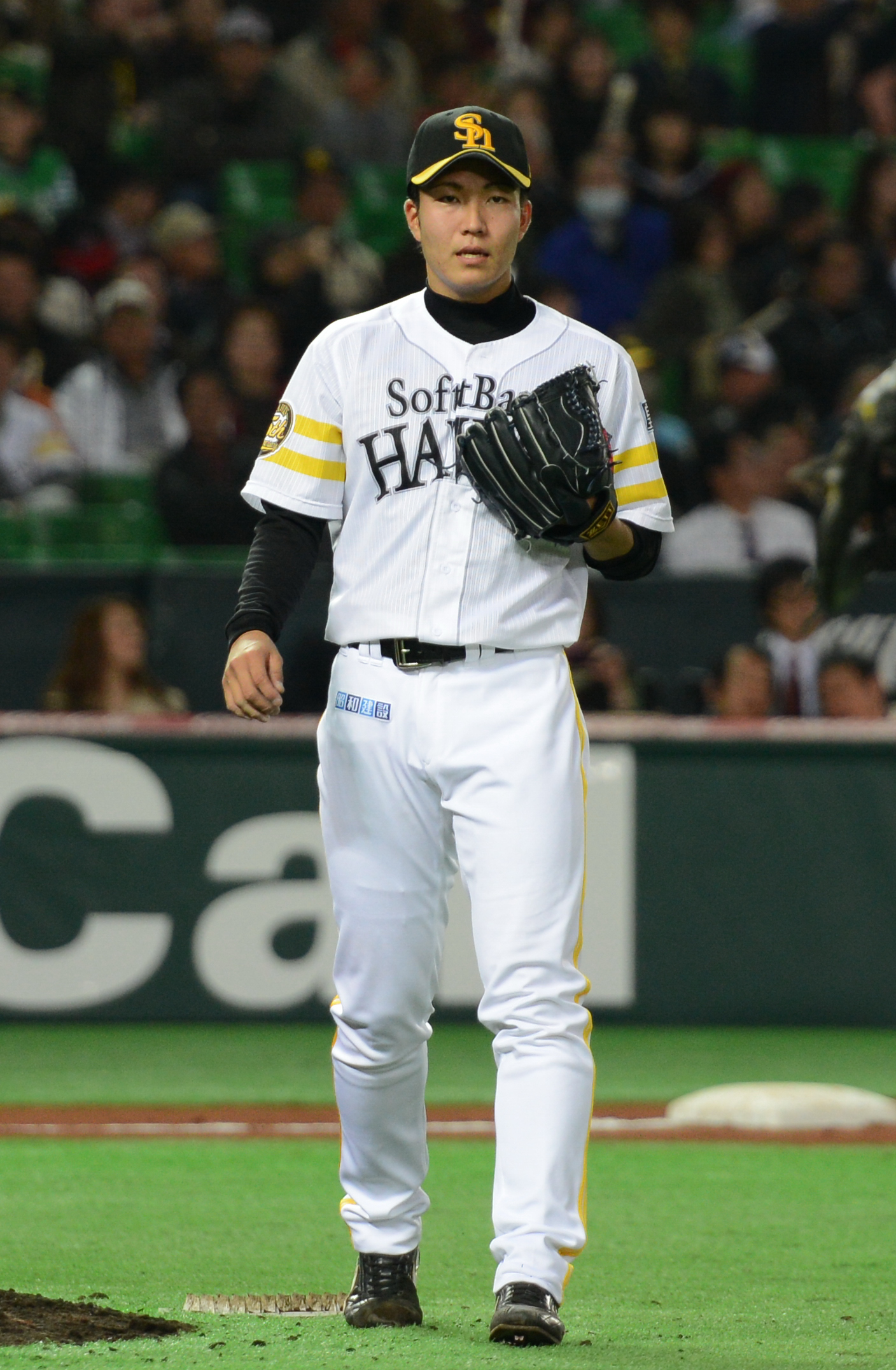
2013년 4월 11일, 후쿠오카 야후오쿠! 돔에서

춘계 스프링 캠프를 처음으로 A조에서 시작했는데 컨디션 조정 부족으로 초반에 B조로 강등됐다. 그 후에는 1군으로 돌아와서 시범 경기에서는 중간 계투로서 6경기에 등판하여 총 6이닝 1실점, 2세이브를 기록했지만 롱 릴리프 요원을 필요로 하는 팀내 사정이 있는 관계로 2군에서 개막을 맞이했다. 4월 4일에 출장 선수로 등록하여 시즌 첫 홀드는 5월 7일의 닛폰햄전과 홀드가 연결되지 않는 상황에서의 등판이 계속됐다. 같은 달 23일의 한신 타이거스전에서 자신으로선 1년 만의 승리를 올렸지만 오른쪽 어깨의 이상을 느껴 6월 15일에 등록이 말소됐는데 이후 검사에서 피로로 인한 통증 진단을 받았다. 그러나 투구 연습 재개는 12월 하순까지 미뤄져 이 해엔 19경기에 등판하여 1승 1패 3홀드 평균 자책점 1.99의 성적을 남겼다. 오프에는 800만 엔이 삭감된 추정 연봉 2,500만 엔으로 계약을 갱신했다.

#### 2015년
작년에 통증이 발병한 오른쪽 어깨 재활을 거쳐 자율 훈련에서는 선발로의 재전향을 목표를 두고 조정을 이어나갔다. 시즌 초반에는 오른쪽 어깨 상태를 우선시했기 때문에 실질적인 1군 복귀는 8월이 됐지만 복귀전이 된 8월 18일 오릭스전에서 선발을 맡아 7이닝 4피안타 무실점 호투로 자신의 첫 선발승을 올렸다. 다음날인 19일에 출전 선수 등록이 말소됐지만 두 번째 선발로 나선 9월 20일 지바 롯데전에서도 8이닝 1피안타 무실점으로 호투했다. 그 후에는 팀내 사정으로 불펜에서 대기했고 1경기에서의 구원 등판을 거쳐 선발로 다시 돌아와 정규 시즌에서는 4경기(3선발)에 등판하여 2승 1패, 평균 자책점 0.40을 기록했다. 포스트시즌에서는 ‘조커’로서 다양한 상황에 기용돼 지바 롯데와의 CS 파이널 스테이지 1차전과 3차전에서는 모두 위기의 상황에서 등판하여 구원에 성공하는 모습을 보였다. 도쿄 야쿠르트 스왈로스와 맞붙은 일본 시리즈 3차전에서 5회말에 1점 앞선 2사 1루 상황에서의 2번째 투수로 등판하여 이 시리즈에서의 첫 등판을 이뤘지만 야마다 데쓰토에게 역전 2점 홈런을 얻어맞고 패전 투수가 됐다. 하지만 4차전에서는 2점 앞선 7회말부터 등판해 2이닝을 완벽하게 막아냈다. 오프에는 작년과 동일한 추정 연봉 2,500만 엔에 계약을 갱신하고 12월 26일에는 일반인 여성과 같은 달 14일에 결혼했다고 밝혔다.

#### 2016년
춘계 스프링 캠프에서부터 순조로운 마무리를 보여 개막 5경기째인 세이부전에서의 선발이 내정됐다. 이 경기에서는 6과 2/3이닝을 던져 4실점으로 시즌 첫 승리 투수가 됐고 4월 13일 세이부전에서는 9이닝 6피안타 10탈삼진 1실점, 135개의 공으로 역투하여 데뷔 첫 완투승을 올렸다. 그 후에도 승리를 쌓아가며 7월 13일 지바 롯데전에서 개막 8연승을 기록했다. 8월 6일 닛폰햄전에서 시즌 첫 패전 투수가 됐지만 같은 달 20일 닛폰햄전에서는 시즌 10승째를 올렸다. 9월 3일 라쿠텐전에서는 자신의 두 번째 완투로 시즌 12승째를 거두었고 야마구치 데쓰야가 보유하고 있던 ‘NPB 육성 드래프트 출신 투수에 의한 1군 공식전에서의 시즌 최다 승리 기록’을 경신하는 등 개막 이후부터 선발 로테이션을 지켜내면서 자신의 첫 규정 투구 이닝에 도달했다. 정규 시즌에서는 25경기에 선발 등판하여 12승 3패, 평균 자책점 2.61을 기록했다. 클라이맥스 시리즈에서는 ‘육성 드래프트 출신의 첫 CS 선발 등판’을 이루면서 퍼스트 스테이지와 파이널 스테이지에 각각 1경기씩 선발로 나왔다. 시즌 종료 후에는 일본 대표팀 평가전(자세한 내용은 후술)에 출전했고 오프에는 4,000만 엔이 상승한 추정 연봉 6,500만 엔으로 계약을 갱신했다.

#### 2017년
제4회 WBC 출전(자세한 내용은 후술)을 거친 뒤 3월 25일 소속 팀에 합류하여 정규 시즌에서는 컨디션을 고려해 라쿠텐과의 개막 2경기째의 첫 경기에서 시즌 첫 등판 및 첫 선발 등판했다. 이 경기에서는 육성 드래프트로 동기 입단한 가이 다쿠야와 함께 사상 첫 ‘육성 선수 출신 선발 배터리’를 구성했지만 4이닝 7실점으로 패전 투수가 됐다. 하지만 이어지는 4월 11일 닛폰햄전에서도 가이와 함께 선발 배터리를 구성하며 8이닝 무실점으로 호투하는 등 사상 첫 육성 선수 출신의 선발 배터리 승리를 기록했다. 그 후에는 이 경기를 포함해 자신의 5연승을 기록하고 있었지만 5월 16일의 오릭스전에서 등부분에 통증을 호소하여 겨우 9개의 공을 던지고 자신의 최단 기록인 2/3이닝에 강판당했다. 출전 선수 등록은 제외되지 않고 치료나 조정을 진행하여 11일을 쉰 5월 28일 닛폰햄전에 선발 등판하여 8이닝 1실점 호투로 승리 투수가 됐지만 이어진 6월 4일의 요코하마 DeNA 베이스타스전에서는 8회 도중 5실점을 내주고 패전 투수가 됐다. 그 후 등부분에서 통증이 재발하여 같은 달 8일에 등록이 말소됐다. 전력에서 이탈하는 와중에 작년까지의 실적에 더해 WBC에서의 활약도 있어 올스타전 팬 투표에서는 선발 투수 부문에서 1위로 뽑혔다. 7월 1일에는 1군에 복귀하여 라쿠텐전에 등판했고 같은 달 14일 열린 올스타전 1차전에서는 사상 첫 ‘육성 드래프트 출신의 올스타전 선발 등판’을 이뤘다.
시즌 후반기인 8월 12일의 닛폰햄전에서 시즌 10승째를 거두면서 9월 9일 지바 롯데전에서 자신이 보유한 ‘NPB 육성 드래프트 출신 투수에 의한 1군 공식전에서의 시즌 최다 승리 기록’을 경신하는 개인 최다 기록인 시즌 13승째를 올렸다. 승률 제1위의 타이틀과 규정 투구 이닝 도달이 목전에 두고 있는 상황이었는데 10월 6일 오릭스전에서는 6이닝 3실점으로 규정 투구 이닝에 도달했지만 역전을 허용하며 강판됐다. 다만 9회 2아웃 상황에 팀이 동점을 만들면서 승률 제1위 타이틀을 확정지었다. 정규 시즌에서는 22경기에 선발 등판하여 13승 4패, 평균 자책점 2.64, 리그 1위에 해당되는 승률 0.765를 기록했고 팀의 2년 만의 리그 우승에 큰 기여를 했다.
포스트시즌에서는 라쿠텐과의 CS 파이널 스테이지 2차전에 선발 등판해 7회 도중 2실점을 내주고 패전 투수가 됐지만 DeNA와 맞붙은 일본 시리즈에서 육성 출신 선수로선 사상 최초로 개막전 선발 투수를 맡았는데 7이닝 4피안타 1실점으로 호투하며 처음으로 포스트시즌에서의 승리 투수가 됐다. 이로써 2년 만의 일본 시리즈 우승에 기여했다.
오프에 있은 계약 갱신과 관련해서는 6,000만 엔이 상승한 추정 연봉 1억 2,500만 엔으로 서명했고 협상 테이블에서는 장래에 포스팅 시스템에 의한 메이저 리그에 도전하겠다는 입장을 전달했다.

#### 2018년
정규 시즌 개막을 앞두고 일본 대표팀 평가전(자세한 내용은 후술)에 출전했고 정규 시즌에서는 육성 출신으로는 사상 최초로 개막전 선발 투수로 지명돼 오릭스와의 개막전에 선발로 나서 7이닝 1피안타 무실점으로 승패는 연결되지 못했지만 팀 승리에 기여했다. 하지만 4월 6일 라쿠텐전에서 경기 도중 마운드에서 오른쪽 팔꿈치에 자꾸만 신경을 쓰는 듯한 모습이 잡혀 4회 도중 6실점을 내주며 패전 투수가 됐고 다음날인 7일에 오른쪽 팔꿈치 이상으로 등록이 말소됐다. 5월 1일 지바 롯데전에서 1군에 복귀하여 7이닝 5피안타 10탈삼진 1실점의 호투로 시즌 첫 승리 투수가 되면서 이 경기를 포함해서 복귀 후 3전 3승을 기록했지만 오른쪽 팔꿈치에 통증이 일어나는 증상이 나타나며 5월 19일에 또다시 등록이 말소됐다. 6월 1일에 다시 복귀한 이후에는 투구 수를 100개 안팎으로 제한하는 규정이 생기면서 교류전이 끝난 후에는 일정에 여유가 있기 때문에 10일간의 등록 말소를 포함시키는 등 신중히 기용됐지만 7월 3일 라쿠텐전 등판 후에 오른쪽 어깨 주변의 컨디션에 이상이 생겼기 때문에 이를 중요하게 여겼는지 같은 달 5일에는 4번째로 등록이 말소됐다. 12일 쉬고 후반기 개막전 선발 투수를 맡으면서 8월 17일 오릭스전에서 데뷔 첫 완봉승을 거두는 등 8월에는 네 번의 선발로 4승 및 평균 자책점 0.86을 기록하며 퍼시픽 리그의 육성 드래프트 출신 선수로는 사상 최초로 월간 MVP를 수상했다. 9월 15일 세이부전에서는 자신의 두 번째로 한 이닝 4탈삼진을 기록해 동일 선수가 두 차례나 달성하는 것은 사상 최초이다. 정규 시즌 마지막 등판인 10월 6일 오릭스전에서 자신의 최다 타이 기록인 13승째를 올렸지만 규정 투구 이닝에는 2이닝에 도달하지 못했고 이 해에는 22경기에 선발 등판하여 13승 7패, 평균 자책점 3.51의 성적을 남겼다.
클라이맥스 시리즈에서는 닛폰햄과의 퍼스트 스테이지 2차전에 선발로 나와 6이닝 2실점(1자책점)으로 승패는 연결되지 않았다. 데뷔 후 처음으로 4일 쉬고 선발로 나선 세이부와의 파이널 스테이지 3차전에서는 5이닝 1실점을 기록하며 클라이맥스 시리즈에서의 첫 승리 투수가 됐다. 히로시마와 맞붙은 일본 시리즈에서는 1차전과 5차전에 선발 등판했지만 ‘적극 계투’라는 팀의 방침도 있어 두 경기 모두 5이닝을 채우지 못하고 강판됐다. 오프에는 3,500만 엔이 상승한 추정 연봉 1억 6,000만 엔에 성적에 따른 보너스로 계약을 갱신했다.

#### 2019년
2년 연속 개막전 선발 투수로 지명됐다. 3월 2일 한신과의 시범 경기에서 158km/h, 같은 달 22일 히로시마와의 시범 경기에서는 159km/h를 측정하여 개인 최고 속도를 경신했고 세이부와의 개막전에서는 6이닝 3피안타 무실점으로 승패를 가리지 못했지만 일본인 2위 타이 기록인 161km/h를 측정했다. 팀 타선이 침체된 탓에 개막 이후부터 세 차례의 선발 등판에서는 승리를 거두지 못했지만 4월 19일 세이부전에서 8이닝 2피안타 무실점으로 호투하며 시즌 첫 승리를 따냈고 5월 18일 닛폰햄전에서 개막 5연승을 달성했다. 같은 달 31일 라쿠텐전에서 8이닝 3실점으로 역투했지만 패전 투수가 되면서 개막 연승 행진은 멈췄지만 5월에는 다섯 번의 선발로 3승 1패, 리그 1위인 승률 0.750·36이닝·43탈삼진을 기록하여 자신의 두 번째인 월간 MVP를 수상했다. 더 나아가 6월에는 네 번의 선발로 3승 1패와 평균 자책점 2.88, 리그 1위인 31개의 탈삼진을 기록해 2개월 연속이자 자신의 세 번째가 되는 월간 MVP를 수상했다. 팬 투표로 2년 만에 통산 세 번째로 올스타전에 선출돼 1차전 선발로 나서 2이닝 3탈삼진 무실점으로 호투하며 승리 투수가 됐다. 후반기인 8월 2일 닛폰햄전에서 8이닝 118구, 2점 앞선 상황에서 지원 연속 투구로 완봉승을 거두는 등 심신 양면에서 성장을 보였고 9월 6일 지바 롯데전에서는 NPB 역대 80번째의 노히트 노런을 달성했다. 이 해에는 시즌 내내 선발 로테이션을 지켰고 26경기에 선발 등판하여 180과 1/3이닝을 던져 13승 8패, 평균 자책점 2.79를 기록하여 팀의 에이스로서 인정받는 한 해가 됐다. 더 나아가 227개의 탈삼진으로 최다 탈삼진 타이틀을 차지해 탈삼진률 11.33은 규정 투구 이닝을 도달한 투수로는 역대 최고치를 기록했다.
클라이맥스 시리즈에서는 라쿠텐과의 퍼스트 스테이지 1차전에서 7이닝 4피안타 4실점으로 패전 투수가 됐지만 세이부와의 파이널 스테이지 3차전에서는 8이닝 2피안타 10탈삼진 무실점으로 쾌투했다. 요미우리와 맞붙은 일본 시리즈에서는 3년 연속으로 일본 시리즈 개막전 선발 투수를 맡아 7이닝 3피안타 1실점으로 승리 투수가 되면서 팀의 3년 연속 일본 시리즈 우승에 큰 기여를 했다.
시즌 종료 후 소프트뱅크 투수로는 구도 기미야스 이후 24년 만이자 육성 출신의 투수로선 사상 최초로 골든 글러브상을 수상하는 영예를 안게 됐다. 또 육성 출신 투수로는 처음으로 베스트 나인(투수 부문)에도 선정됐다. 계약 갱신 협상에서는 1억 4,000만 엔이 상승한 추정 연봉 3억 엔으로 서명했다.

#### 2020년
자율 훈련 기간 중에 오른쪽 종아리에 이상을 느껴 춘계 스프링 캠프에서는 별도의 훈련 조정에 들어갔다. 2월 13일에는 불펜 투구를 재개했지만 환부의 영향으로 폼의 밸런스를 잃었고 오른쪽 팔꿈치 아랫부분의 통증으로 인해서 2월 23일부터 투구 금지 조정에 들어가며 같은 달 29일에는 재활조에 합류했다. 신체의 이상으로 개막에 맞춰 복귀가 늦어질 것으로 예상됐지만 코로나19의 영향으로 정규 시즌 개막이 대폭 연기됐다. 5월 25일에는 정규 시즌 개막일이 6월 19일에 하는 것으로 발표됐는데 1군 복귀로의 결정은 신중하게 진행시키겠다는 팀의 방침이 있어서 개막 1군 엔트리에서 제외됐다. 7월 7일 라쿠텐전에서 시즌 첫 등판 및 첫 선발로 나와 개인 최고 속도인 161km/h를 측정하여 5이닝 4피안타 6탈삼진 3실점으로 승리 투수가 됐지만 8월 18일 지바 롯데전에서 개인 최악의 성적인 피안타 12개, 2경기 연속 6실점을 내주는 등 힘든 투구가 계속됐다. 하지만 같은 달 25일 오릭스전에서 7이닝을 던져 그해 첫 무실점으로 막아냈고 9월 8일 라쿠텐전에서도 8이닝 무실점으로 호투했다. 후반기에는 회복되면서 9월 29일 라쿠텐전에서는 첫회에 1점을 내준 이후에는 정규 시즌 종료까지 39이닝 연속으로 무자책점을 기록했다. 정규 시즌 최종 등판이 된 11월 4일 지바 롯데전에서는 3회말에 퍼시픽 리그 역대 최고 속도(NPB 전체에서는 후지카와 규지에 이은 두 번째)로 개인 통산 1000탈삼진을 달성했다. 이 해에는 18경기의 선발 등판으로 리그 1위 타이 기록인 11승·149탈삼진, 리그 1위인 평균 자책점 2.14를 기록하며 그해 개막전 선발 투수를 맡은 히가시하마 나오와 함께 선발 로테이션을 견인하는 등 팀의 3년 만의 리그 우승에 기여했다. 또한 다승왕, 최다 탈삼진, 최우수 평균 자책점 등의 투수 부문 타이틀을 석권하여 2018년의 스가노 도모유키 이후가 되는 NPB 역대 20번째, 퍼시픽 리그에서는 2006년의 사이토 가즈미에 이어 투수 3관왕을 달성했다.
포스트시즌에서는 지바 롯데와의 CS 파이널 스테이지 1차전에 선발 등판해 7이닝 동안 8피안타 8탈삼진 3실점으로 승패가 연결되지 않았다. 요미우리와 맞붙은 일본 시리즈에서는 1969~1972년 호리우치 쓰네오 이후 4년 연속으로 일본 시리즈 개막전 선발 투수를 맡아 7이닝 3피안타 무실점의 호투로 승리 투수가 됐고 팀의 4년 연속 일본 시리즈 우승에도 큰 기여를 했다.
오프에는 1억 엔이 증가한 추정 연봉 4억 엔으로 계약을 갱신했다.

#### 2021년
양쪽 종아리 통증으로 인해 춘계 스프링 캠프를 재활조에서 시작하여 3월 12일 주니치 드래건스와의 춘계 교육 리그에서 연초에 실전 등판을 했지만 개막 로테이션에서는 제외됐다. 4월 6일 닛폰햄전에서 시즌 첫 등판 및 첫 선발로 나왔지만 5점 앞서고 있는 6회 1아웃 상황에 상대 타자 와타나베 료의 투수 라이너성 타구를 잡았을 때 왼쪽 발목을 다쳐 긴급 강판됐다. 경기 후에는 염좌 진단을 받아 다음날인 7일에 등록 말소가 됐지만 4월 9일에 MRI·CT 검사를 받은 결과 왼쪽 발목에 인대가 손상됐다고 판명났다. 같은 달 10일 구단측에서는 복귀할려면 최소 2~3개월 정도 걸릴 수도 있다는 입장을 밝혔다. 6월 17일 독립 리그 팀인 히노쿠니 샐러맨더스와의 3군전에서 실전 복귀를 이뤘고 7월 6일에는 1군 복귀하여 같은 날 지바 롯데전에 등판했지만 2/3이닝을 던지며 9피안타 3볼넷을 기록해 개인 최악의 성적인 10실점을 내주며 패전 투수가 됐고 같은 달 9일에 출장 선수 등록이 말소됐다. 도쿄 올림픽 출전을 거쳐(자세한 내용은 후술) 정규 시즌이 재개된 후에는 4전 4승을 기록하여 팀의 침체도 있어서 시즌 종반에는 등판 간격을 5일로 좁히고 10월 3일 오릭스전에서는 자신의 두 번째인 4일 쉬고 선발 등판했다. 팀은 10월 23일에 4위로 확정돼 있었지만 이틀 후인 25일 지바 롯데와의 시즌 최종전에서 자원해 5일 쉬고 선발로 나서 6이닝 동안 6피안타 3실점으로 6년 연속 두 자릿수 승리를 달성했다. 이 해에는 부상의 영향으로 3년 만에 규정 투구 이닝을 채우지 못했지만 13경기에 선발 등판하여 10승 3패, 평균 자책점 2.66을 기록했다.
10월 19일에 국내 FA권을 취득했지만 오프에는 권리를 행사하지 않고 팀에 잔류하게 되어 선수 자신이 계약을 재검토하거나 파기할 수 있는 ‘옵트아웃’ 조항이 들어간 연봉 변동제 5년 계약을 체결했다. 또한 연봉에서는 2억 엔이 상승한 추정 연봉 6억 엔에 서명했다.

#### 2022년

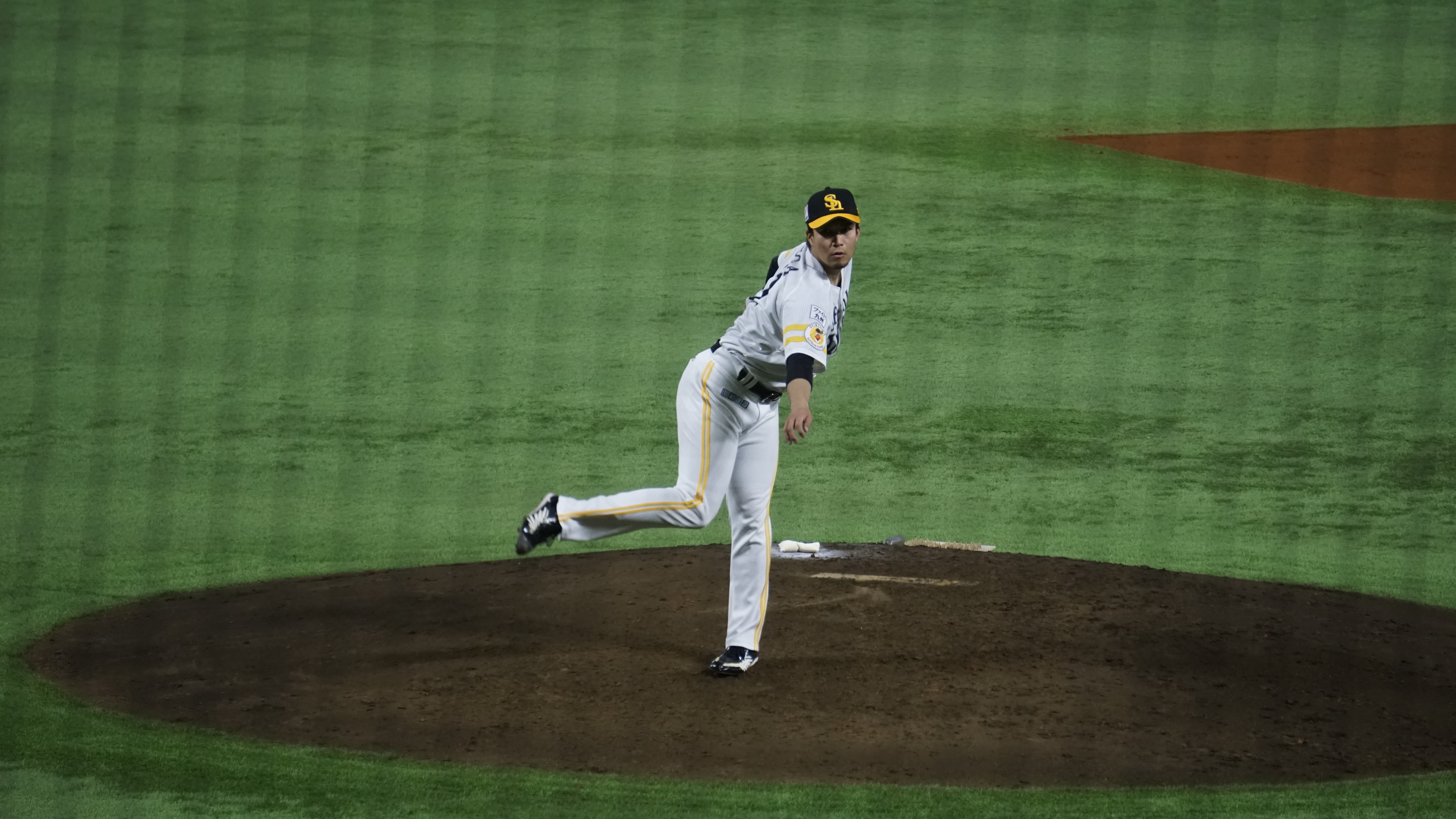
센가 고다이(2022년 3월 18일)

순조로운 조정을 보이면서 춘계 스프링 캠프 도중인 2월 15일에 후지모토 히로시 신임 감독으로부터 자신으로서는 3년 만이자 세 번째가 되는 개막전 선발 투수로 지명됐다. 시범 경기에서 두 번째 선발로 나올 예정이었는데 코로나19 밀접 접촉자로 분류되면서 이를 피하고 자가 격리 조치가 내려졌지만 다행히 밀접 접촉자로 특정되지는 않았으며 이후의 시범 경기에서는 2경기에 등판하여 모두 1실점으로 막아내는 호투를 보여 별 문제없이 닛폰햄과의 개막전에 선발 등판했다. 7이닝 4피안타 1실점으로 승패는 연결되지 않았지만 팀의 6년 연속 개막전 승리에 기여했다. 이어진 4월 1일 라쿠텐전에서 8이닝 5피안타 무실점으로 호투하며 시즌 첫 승리를 거두고 개막 3연승을 기록했다. 5월 13일 닛폰햄전에서는 첫회에 개인 최고 속도를 경신하는 시속 164km/h를 측정해 8이닝 4피안타 1실점, 자신의 최다 타이 기록이 되는 14탈삼진이라는 역투에도 불구하고 완투패를 당해 시즌 첫 패전 투수가 되는 불명예를 안았다. 같은 달 20일 지바 롯데전에서도 4이닝 4실점으로 패전 투수가 됐고 다음날인 21일에 오른쪽 팔꿈치 통증으로 등록이 말소됐다. 13일을 쉬고 6월 3일 주니치전에 복귀하여 등판했지만 같은 달 24일 닛폰햄전에서 6회의 투구 연습 중에 오른쪽 팔꿈치 통증을 호소하며 긴급 강판됐고 다음날 25일에 또다시 등록 말소됐다. 18일을 쉬고 7월 13일 오릭스전에 복귀하여 등판을 이뤘고 이어진 21일 라쿠텐전에서 8이닝 4피안타 무실점으로 호투하며 자신의 4연승을 기록했지만 후반기가 개막된 7월 29일 세이부전에서는 5이닝 5실점으로 패전 투수가 됐다. 8월 4일에는 코로나19 확진 판정을 받아 증상도 있어서 자가 격리에 들어갔고 다음날인 5일에 출전 선수 등록이 말소됐다. 8월 21일에는 2군에서 실전 복귀했고 같은 달 28일 닛폰햄전에서 1군에 복귀했는데 80구의 투구 수 제한이 걸린 선발 등판이었지만 76구로 6이닝을 던지고 4피안타 무4사구 9탈삼진 무실점의 호투로 승리 투수가 됐다. 그 후에는 정상이 아닐 정도의 투구가 두드러졌지만 팀이 우승 매직넘버 1로 맞이한 10월 1일 세이부전에서 5일 쉬고 선발 등판해 7이닝 1실점으로 역투했다. 다만 팀 타선의 지원이 없어서 팀은 연장전에서 패했고 다음날인 2일에도 팀은 패배하여 오릭스가 승리함으로써 리그 우승을 놓쳤다. 이 해에는 세 번의 전력 이탈이 있었는데도 불구하고 팀에서는 유일하게 규정 투구 이닝을 채워 22경기에 선발 등판해 11승 6패, 리그 2위의 평균 자책점 1.94를 기록했다.
포스트시즌에서는 세이부와의 CS 퍼스트 스테이지 1차전에 선발 등판했는데 4점 앞선 5회초 1아웃 1·3루 상황에서 병살성 타구를 나카무라 아키라가 악송구한 것을 시작으로 2점을 내주고 6회초에도 솔로 홈런을 얻어맞고 실점했지만 자원해서 8회까지 연투하고 8이닝 4피안타 11탈삼진 3실점(2자책점)의 역투로 승리 투수가 됐다. 계속되는 오릭스와의 파이널 스테이지 3차전에선 5일 쉬고 선발 등판하여 지면 팀은 탈락이라는 각오로 마운드에 올랐지만 시속 160km/h를 넘을 정도의 빠른 구속으로 압도적인 투구를 선보였다. 양쪽 다리에 쥐가 나는 바람에 7회 도중 강판됐는데 3피안타 무실점의 호투로 승리 투수가 됐다. 클라이맥스 시리즈에서는 2전 2승으로 에이스의 역할을 이뤄냈지만 팀은 다음날 10월 15일에 열린 4차전에서 파이널 스테이지 탈락이 결정되자 경기 후에는 “내 마음 속에는 6년 정도 얘기했고 이제 와서 달라진 건 없다. (FA)행사는 무조건 할 것이다”라고 시즌 중에 취득한 해외 FA권을 행사하겠다고 천명했다.
11월 10일에 NPB로부터 해외 FA 선수로 공시됐다.

### 뉴욕 메츠 시절
2022년 12월 18일에 뉴욕 메츠와 5년 계약을 맺었다. 구단 역사상 14번째의 일본 출신의 선수이자 MLB에서는 최다이며 자신의 이적으로 육성 출신 최초의 메이저 리거가 탄생했다. 12월 19일에 입단 회견을 가졌다. 등번호는 34번으로 결정했는데 이 등번호는 구단 공식 트위터에서 ‘34’, ‘40’, ‘46’이라는 3가지 숫자를 선택해달라는 설문조사를 실시하여 34를 택한 것이었다. 메츠 입단의 결정적인 선수로는 맥스 슈어저, 저스틴 벌랜더 등 두 사람이 소속돼 있음을 밝혔다. 또한 2023년 3월에 개최될 예정인 제5회 WBC 일본 대표팀과 관련하여 도쿄에서 치를 예선 B조 경기에 대해서는 빅리그 적응 때문에 참가할 수 없다고 말하면서도 마이애미에서 열리는 준결승전에 일본이 진출했을 경우에는 대회 기간 중에 참가하겠다고 WBC 대표팀 감독으로 취임한 구리야마 히데키에게 이같은 입장을 전달했다는 사실을 공개했다. 하지만 구리야마 감독은 센가가 이적 1년 차인 사정을 고려해서 준결승에 진출할 경우를 포함한 일본 대표팀 선수로 발탁하지 않겠다는 입장을 밝혔다.

#### 2023년

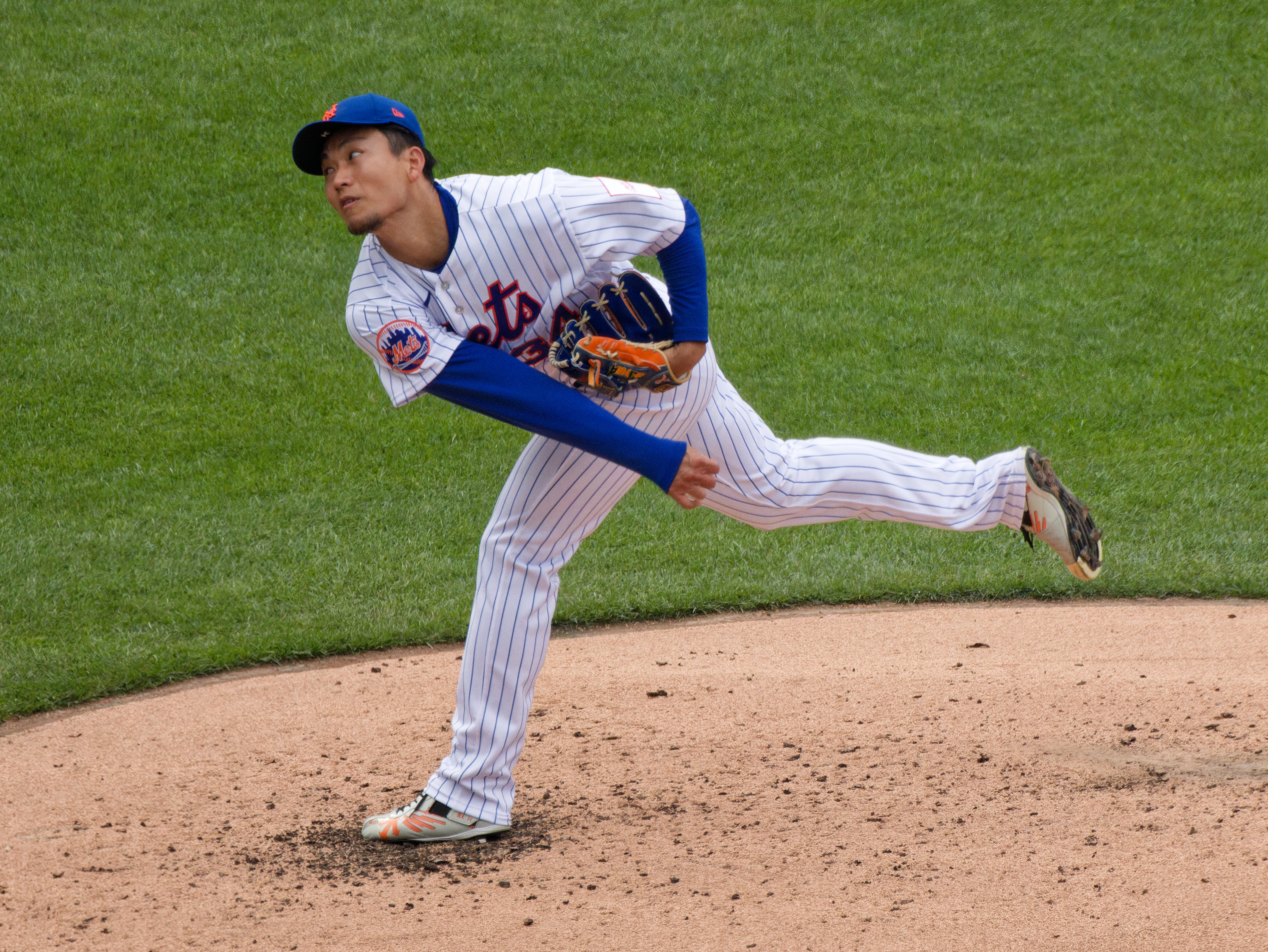
마운드에서의 센가(2023년 4월)

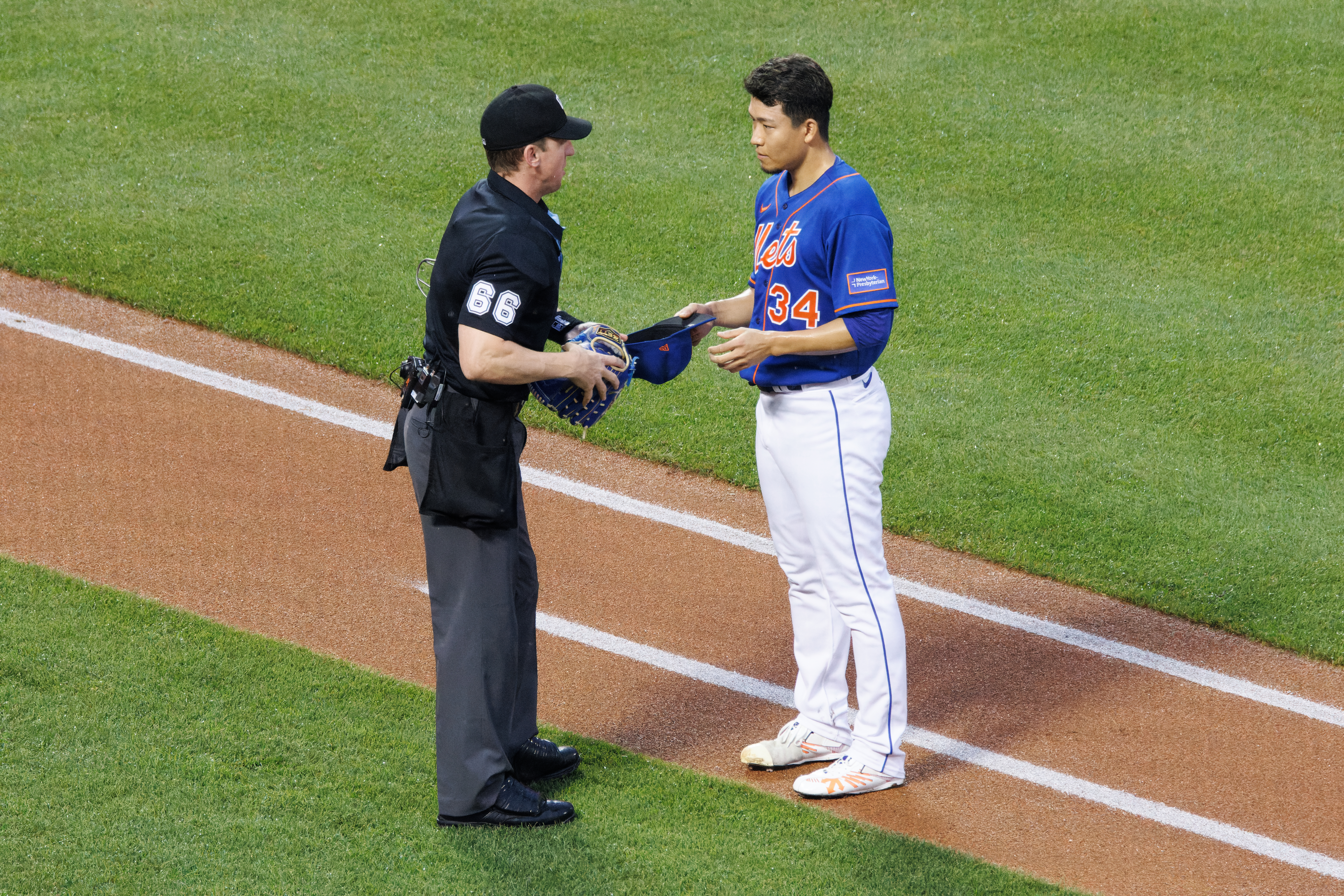
센가 고다이(우)

4월 2일, 론디포 파크에서 열린 MLB 데뷔전 마이애미 말린스와의 4차전에서 첫 등판 및 첫 선발로 나섰다. 타선에게 2점을 지원받은 직후인 1회말에 선두 루이스 아라에즈를 안타로 내보낸 뒤 자신의 폭투로 인해 주자를 2루로 진출시켜 후속 타자인 호르헤 솔레르에게 적시 2루타를 허용하여 첫 실점을 내줬고 이어진 두 명의 타자에게 연속 볼넷으로 무사 만루 위기에 몰렸다. 5번 타자 율리에스키 구리엘을 상대로 MLB 진출 후 첫 탈삼진이 되는 헛스윙 삼진, 이어진 헤수스 산체스를 상대로 헛스윙 삼진, 존 버티를 우익수 라인 드라이브로 잡아내며 위기를 넘겼다. 이후 2회 선두 타자에게 볼넷을 내줬지만 1아웃 후 병살타, 5회 2아웃 상황에서 아라에즈에게 첫회 이후 안타를 얻어 맞았지만 이어진 솔레르를 헛스윙 삼진, 6회말에는 선두 타자 재즈 치좀 주니어를 상대로 이 경기에서 8개째 삼진을 헛스윙으로 잡아낸 뒤 교체됐다. 이로써 5와 1/3이닝 동안 88개의 공을 던져 1실점으로 호투해 이후 팀은 5대 1로 승리하면서 MLB 데뷔 첫 승리 투수가 됐다. 7월 8일에 마커스 스트로먼이 사퇴하여 대체 선수로서 MLB 올스타전에 첫 출전하는 영예를 안게됐다. 메츠의 신인 선수가 MLB 올스타전에 출전한 사례는 1967년 톰 시버, 1968년 제리 쿠스먼, 1984년 드와이트 구든, 2019년 피트 알론소에 이어 다섯 번째였다. 이 해에는 29경기에 등판해서 12승 7패, 내셔널 리그 2위에 해당되는 평균 자책점 2.98, 202탈삼진, 리그 3위의 피안타율 6.82, 리그 4위의 탈삼진률 10.93, 리그 5위의 피홈런율 0.92라는 성적을 남겼다. 또 기자단 투표에서는 올해의 신인상 2위, 사이 영 상 투표에서도 7위에 올랐다.

#### 2024년
2월 14일 스프링 캠프 첫날부터 오른쪽 어깨가 뻣뻣하는 증상이 나타나면서 전체 연습에 참가하지 않았고 같은 달 21일에 MRI 검사를 거쳐 다음날인 22일 의사로부터 오른쪽 어깨 뒷부분에 염좌가 발견됐다는 진단을 받았다. 복귀 시기는 결정하지 않았고 수술 일정도 잡히지 않았지만 메츠 구단측은 센가가 빠른 시일 내에 복귀가 어렵다는 입장을 밝혔다. 25일에는 통증이 있는 오른쪽 어깨에 채취한 혈소판을 주입해 조직을 복구시키는 ‘PRP 주사’를 맞았다고 구단 홈페이지를 통해서 밝혔다. 개막 이후 60일 부상자 명단에 들어가면서 재활 훈련을 계속해오다 7월 3일, 산하 마이너 리그 팀인 싱글A 브루클린 사이클론스의 일원으로서 뉴욕 시내에서 열린 허드슨 밸리전에 선발로 나와 2와 2/3이닝을 무안타 무실점, 6탈삼진으로 회복하는 모습을 보였다. 마이너 리그에서 총 4차례나 실전 등판한 후 7월 26일 메이저 리그 복귀 무대인 애틀랜타 브레이브스전에서 시즌 첫 선발 등판했다. 5와 1/3이닝을 던져 2피안타 2실점, 9탈삼진으로 호투했지만 6회에 선두 타자 오스틴 라일리를 내야 뜬공으로 잡아냈고 1루수 피트 알론소에게 베이스 커버를 위해 방향을 트는 순간 왼쪽 종아리를 부여잡고 쓰러지며 교체됐다. 팀은 승리하면서 미일 통산 100승을 달성했지만 60일 부상자 명단에 들어갔다고 구단측이 발표했다.

## 국가대표 경력

### 제4회 WBC
2016년 10월 18일에 ‘사무라이 재팬 야구 네덜란드 대표 및 야구 멕시코 대표팀 평가전’의 일본 대표팀 선수로 발탁됐다. 이 평가전에서는 중간 계투로 두 경기에 등판했다.
2017년 1월 24일에 제4회 WBC 일본 대표팀 선수로 발탁됐다. 3월에 개최된 본선에서는 중간 계투와 선발로 등판했다. 준결승인 미국전에서는 3루수 마쓰다 노부히로의 실책으로 이 대회에서의 첫 실점을 내주고 패전 투수가 됐지만 총 11이닝 동안 16개의 탈삼진을 기록했다. 이는 스가노 도모유키와 나란히 이 대회에서의 최다 탈삼진이었다. 대회 종료 후 포지션별 우수 선수(올 WBC 팀, 투수 부문은 3명)에는 일본 대표팀에서 유일하게 수상했다. 또한 위의 활약을 인정받아 5월 22일에는 가마고리시로부터 스포츠 영예상을 수상했다.

### 제2회 프리미어 12
2018년 1월 23일에 ‘ENEOS 사무라이 재팬 시리즈 2018’의 일본 대표팀 선수로 발탁됐다. 이 경기에서는 ‘사무라이 재팬 톱 팀’의 첫 대진이었고 개막전 선발 투수로 지명되면서 예정된 2이닝을 첫회 선두 타자부터 6명의 타자들을 연속으로 삼진을 뺏어낼 정도의 압도적인 투구를 선보였다.
2019년 10월 1일에 제2회 프리미어 12의 일본 대표팀 선수로 발탁됐지만 같은 달 24일에 오른쪽 어깨 이상이 생겨 출전을 고사하겠다는 입장을 밝혔다.

### 도쿄 올림픽
2021년 6월 25일에 나카가와 고타가 골절로 인한 부상에 의해서 도쿄 올림픽 본선 출전을 포기함에 따라 센가는 왼쪽 발목 인대 손상으로 이탈 중이면서도 1군에 복귀할 수도 있다는 전망이 나와 대체 선수 후보로 거론됐다. 본인의 상태를 확인한 뒤 구단도 이에 승낙하여 7월 5일 일본 대표팀에 정식 합류하는 것으로 결정했다. 본선에서는 결승을 포함한 2경기에 구원 등판해 총 3이닝을 6탈삼진 무실점으로 호투해 일본의 금메달 획득에 기여했다.

## 선수로서의 특징
| 구종     | 배분 % | 평균 구속 km/h |
| -------- | ------ | -------------- |
| 포심     | 37.0   | 153.9          |
| 컷볼     | 25.0   | 146.1          |
| 포크볼   | 23.7   | 134.0          |
| 슬라이더 | 5.8    | 136.2          |
| 스위퍼   | 5.7    | 130.3          |
| 커브     | 2.8    | 117.3          |

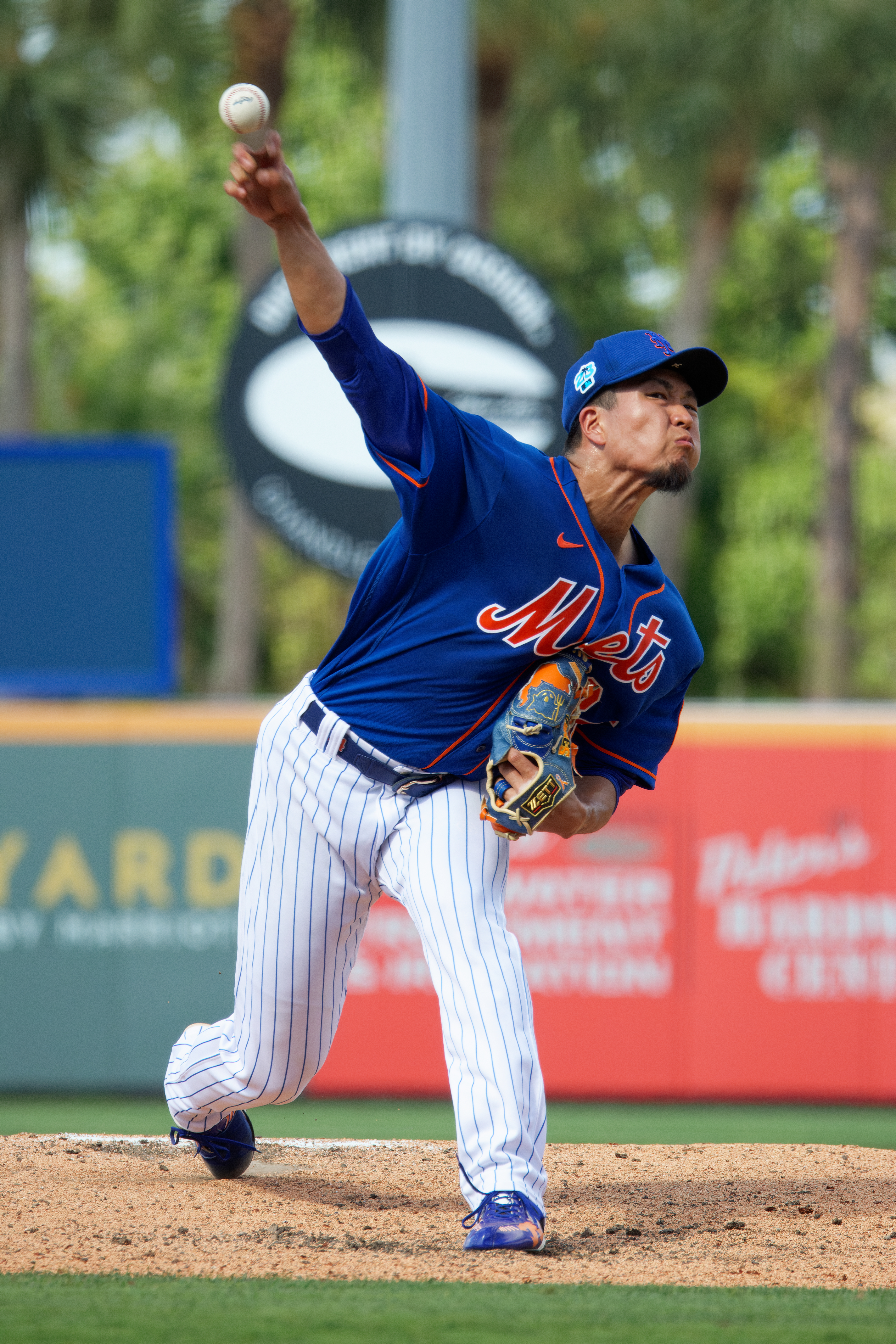
센가 고다이(2023년 3월)

스리쿼터로부터 던지는 평균 구속 154.4km/h(2022년 시즌)·최고 속도 164km/h의 강력한 포심과 함께 낙차가 큰 포크, 컷볼이나 종슬라이더로 헛스윙을 빼앗는 스타일을 취하고 있다. 특히 엄청난 낙차를 자랑하는 포크볼은 ‘유령 포크’(영: ghost fork)라고 불릴 정도로 센가의 대명사가 됐다.
MLB 첫 해인 2023 시즌에 센가의 포크볼은 타자의 헛스윙률을 나타내는 Whiff%로 59.7%를 기록했는데 이는 2008년 피치 트래킹 도입 이후 선발 투수 하나의 구종으로서 MLB 시즌 최고 기록이다. 또한 득점 가치(Run Value)에 기초를 두는 것을 바탕으로 센가의 구종 가운데서 상대의 득점 기대치를 가장 낮추고 있는 구종은 컷볼이며 같은 해 센가 이상으로 컷볼의 득점 가치가 높은 투수는 코빈 번스 뿐이었다.
고등학교 시절 최고 속도 144km/h를 기록하고 이후 프로 1년차에 기초 체력 양성을 우선시한 결과, 1년간 최고 속도 기록을 152km/h까지 늘렸다. 2년차에는 당시의 선배 투수인 지카다 레오의 권유로 스포츠 트레이너 고노에 히사오가 주재하는 합동 자율 훈련에 지카다, 천웨이인, 요시미 가즈키, 우에노 유키코 등과 함께 참가했다. 고노에로부터 신체의 사용법을 배운 것을 계기로 낮은 쪽으로의 속구 신장을 대폭 향상시켰다. 지역 구단인 주니치 드래건스의 스카우트는 소프트뱅크 입단 후 2군에서 센가의 투구를 시찰했을 때 ‘아이치에 이런 선수가 있었다니…’라고 한탄했다고 한다.
고교 시절에는 포크볼의 손잡이를 얕게 하는 스플릿핑거 패스트볼(스플릿)을 던졌지만 슬라이더가 회전하고 있었기 때문에 집게손가락을 실밥에 걸칠 수 있는지를 공부했다. 프로 입단 후 제구난에 시달리고 있던 센가는 2012년 1월 자율 훈련에서 야구계 굴지의 컨트롤을 자랑하는 요시미에게 적극적인 조언을 요구해 엄지의 사용법을 가르쳐 ‘20구 중에서 단 한 구밖에 제대로 떨어졌던 포크’가 매번 바로 아래로 떨어지는 완성도가 높은 포크로 바뀌어 유령 포크로까지 불리게 됐다.
구원 투수로 기용되기 시작한 2013년 정규 시즌에서는 1군 공식전에서 팀내 1위인 51경기에 등판했다. 동점인 상황에서 등판한 7경기 중 5차례의 구원에 실패했다. 그런 한편으로 근소한 차이로 지고 있는 상황에서 등판한 18경기 가운데 17경기를 무실점으로 막아내고 있었다. 당시에는 직구와 포크를 주체로 투구를 조합하고 있었지만 2015년에 선발로 재전향한 이후에는 슬라이더를 볼 배합에 추가함으로써 투구의 폭과 안정감을 더하고 있다.
NPB에서는 지명 타자 제도가 있는 퍼시픽 리그에 소속돼 있었기 때문에 평소에는 타석에 서지는 않았지만 MLB로 이적하기 전인 2022년까지 교류전에서 타석에 들어선 7경기 중 4경기에서 안타를 쳤고 통산 18타수 4안타의 성적을 남겼다.
구라노 신지의 증언에 의하면 입단 초기에는 보통 선수의 훈련 메뉴를 따라가지 못할 정도로 체력이 없고 강하게 던지면 어깨에 이상이 생기는 경우가 있다곤 하지만 당시보다 몸의 부드러움과 유연한 자세가 있다고 평가했다.

## 에피소드
- 2015년 12월 14일, 22세 나이에 결혼했고[310] 2017년 1월 30일에 첫 아이가 되는 딸이 태어났다.[311]

- 팀 동료인 이시카와 슈타, 야나기타 유키 등과 마찬가지로 모모이로 클로버 Z의 팬(모노노프)이며[312] 자신의 글러브에다 ‘클로버’라고 새겨진 모습이 TV에서 다뤄진 적이 있다. 홈구장에서 자신의 등장곡에 모모이로 클로버 Z의 악곡을 사용하는 편이다.[313]

- 아이치현 출신으로 어린 시절에 주니치 드래건스 팬인 아버지와 함께 나고야 돔에서 주니치전을 자주 관전하고 있었지만 당시 한신 타이거스에 소속돼 있던 가네모토 도모아키를 동경하고 있었다.[314]

- 고향인 가마고리시에서 ‘가마고리 관광대사’로 위촉됐다.[315][316] 글러브에는 가마고리 지도와 유령이 새겨져 있다.[317][318]

- 2017년 시즌 종료 후 구단으로부터 마쓰자카 다이스케 등이 착용했던 등번호 ‘18’번으로 변경할 의향이 있냐는 제안을 받았지만 고심 끝에 2013년부터 착용하는 ‘41’번을 “자신의 대명사로 삼고 싶다”라는 이유로 고사했다.[319] 센가는 “솔직하게 말하자면 18번을 달고 싶은 마음이 강했다”, “마쓰자카가 착용했던 등번호니까 달고 싶었다”, “(하지만) 지금 착용하고 있는 41번으로 열심히 하고 싶은 마음가짐이 있었다”, “‘센가의 41번이니까 41번을 달고 싶다’라고 (남들이) 생각해 주는 번호로 만들고 싶다”라고 말했다.[319]

- 도쿄 올림픽 야구 국가대표팀 선수(사무라이 재팬)로서 금메달을 획득한 영예를 기리기 위해 2022년 1월 30일에 아이치현 가마고리시의 JR 나고야 철도 가마고리역 남쪽 출입구 앞에 기념 골드 포스트(제59호)가 설치됐다(골드 포스트 프로젝트[320]).

- 뉴욕 메츠 이적 후 홈구장 시티 필드에서의 등판한 경기에서 탈삼진을 잡을 때마다 메츠와 게임 회사 세가의 콜라보 연출로 세가의 친숙한 음악이 흘러나와 구장의 대형 스크린에 세가의 회사 로고풍인 ‘SENGA’ 라는 로고가 크게 비춰졌고 픽셀 아트인 요괴 일러스트도 등장한다.[321] 센가가 던지는 포크볼은 소프트뱅크 시절부터 ‘유령 포크’라는 이름이 붙여졌지만 메츠에서도 마찬가지로 ‘ghost fork’(고스트 포크)라고 불리는 데서 유래했다.[322]

- MLB에서 사용하는 글러브에 쇠스랑을 손에 든 유령 캐릭터가 새겨져 있다.[323]

## 상세 정보

### 출신 학교
- 아이치 현립 가마고리 고등학교

### 선수 경력
NPB
- 후쿠오카 소프트뱅크 호크스(2011년~2022년)

MLB
- 뉴욕 메츠(2023년~)

국가 대표 경력
- 2017년 월드 베이스볼 클래식 일본 국가대표
- 2020년 하계 올림픽 일본 국가대표

### 수상·타이틀 경력

#### 타이틀
- 다승왕: 1회(2020년)
- 최우수 평균 자책점: 1회(2020년)
- 최다 탈삼진: 2회(2019년, 2020년)
- 최고 승률: 1회(2017년)

※모두 육성 선수 출신으로서는 사상 최초(다승왕은 같은 육성 출신 선수인 이시카와 슈타와의 동시 수상)

#### 수상
NPB
- 베스트 나인: 2회(2019년, 2020년) ※투수 부문, 2019년은 육성 출신 투수로는 최초
- 골든 글러브상: 2회(2019년, 2020년) ※투수 부문, 2019년은 육성 출신 투수로는 최초
- 월간 MVP: 3회(2018년 8월, 2019년 5월, 2019년 6월) ※투수 부문
- 최우수 배터리상: 1회(2020년) ※포수: 가이 다쿠야
- 월간 최우수 배터리상: 1회(2020년 10월) ※포수: 가이 다쿠야
- 올스타전 감투 선수상: 1회(2013년 2차전)

국가 대표
- 올 WBC 팀(2017년) ※투수 부문

기타
- 가마고리시 스포츠 영예상(2017년) ※수상자 제1호[286]

### 개인 기록

#### NPB

##### 첫 기록(투수)
- 첫 등판·첫 선발 등판: 2012년 4월 30일, 대 지바 롯데 마린스 6차전(QVC 마린필드), 3과 2/3이닝 3실점[26][27]
- 첫 탈삼진: 상동, 2회말에 사토자키 도모야로부터 헛스윙 삼진
- 첫 홀드: 2013년 4월 11일, 대 오릭스 버펄로스 3차전(후쿠오카 야후오쿠! 돔), 6회초에 3번째 투수로서 구원 등판, 2이닝 무실점
- 첫 승리: 2013년 5월 12일, 대 사이타마 세이부 라이온스 8차전(후지사키다이 현영 야구장), 7회초에 2번째 투수로서 구원 등판, 2이닝 무실점[43][324]
- 첫 세이브: 2013년 7월 26일, 대 홋카이도 닛폰햄 파이터스 12차전(후쿠오카 야후오쿠! 돔), 9회초에 4번째 투수로서 구원 등판·마무리, 1이닝 무실점[56][325]
- 첫 선발 승리: 2015년 8월 18일, 대 오릭스 버펄로스 20차전(교세라 돔 오사카), 7이닝 무실점[8][326]
- 첫 완투 승리: 2016년 4월 13일, 대 사이타마 세이부 라이온스 4차전(사이타마 현영 오미야 공원 야구장), 9이닝 6피안타 1실점 10탈삼진[89][327]
- 첫 완봉 승리: 2018년 8월 17일, 대 오릭스 버펄로스 16차전(교세라 돔 오사카), 9이닝 6피안타 무4구[138][328]

##### 첫 기록(타격)
- 첫 타석: 2016년 6월 4일, 대 히로시마 도요 카프 2차전(MAZDA Zoom-Zoom 스타디움 히로시마), 3회초에 오카다 아키타케로부터 헛스윙 삼진
- 첫 안타: 2016년 6월 18일, 대 한신 타이거스 2차전(한신 고시엔 구장), 3회초에 랜디 메신저로부터 중전 안타
- 첫 타점: 2022년 6월 3일, 대 주니치 드래건스 1차전(반테린 돔 나고야), 4회초에 오노 유다이로부터 선제 결승이 되는 좌익 희생플라이[329][330]

##### 기록 달성 경력
- 통산 1000탈삼진: 2020년 11월 4일, 대 지바 롯데 마린스 23차전(ZOZO 마린 스타디움), 3회말에 오기노 다카시로부터 헛스윙 삼진 ※역대 151번째, 855와 1/3이닝 달성은 퍼시픽 리그 최고 속도
- 통산 1000투구 이닝: 2022년 5월 13일, 대 홋카이도 닛폰햄 파이터스 7차전(삿포로 돔), 5회말에 3아웃째에 나카시마 다쿠야를 땅볼로 처리 ※역대 362번째[331]

##### 기타
- 투수 3관왕: 1회(2020년) ※역대 20번째, 육성 출신 선수로는 사상 최초
- 노히트 노런: 2019년 9월 6일, 대 지바 롯데 마린스 22차전(후쿠오카 야후오쿠! 돔), 9이닝 12탈삼진 4사사구(3볼넷 1사구) ※역대 80명째(91번째), 매이닝 탈삼진에서의 달성 및 육성 출신 선수로서의 달성은 사상 최초
- 시즌 탈삼진률: 11.33(2019년) ※프로 야구 기록(규정 투구 이닝 이상)
  - 이듬해 2020년에 탈삼진률 11.08도 역대 2위
- 1000이닝 이상의 통산 탈삼진률: 10.35(역대 1위)[332][주 10]
- 한 이닝 4탈삼진: 2회 ※역대 최다, 역대 최초
  - 2013년 4월 17일, 대 도호쿠 라쿠텐 골든이글스 5차전(일본제지 클리넥스 스타디움 미야기), 7회말에 니시다 데쓰로·히지리사와 료(낫아웃)·다카스 요스케·앤드루 존스로부터 ※역대 15번째(퍼시픽 리그 8번째)
  - 2018년 9월 15일, 대 사이타마 세이부 라이온스 19차전(메트라이프 돔), 1회말에 아키야마 쇼고·겐다 소스케(낫아웃)·나카무라 다케야·모리 도모야로부터 ※역대 24번째
- 올스타전 출장 : 3회(2013년, 2017년, 2019년)

#### MLB

##### 첫 기록
- 첫 등판·첫 선발 등판·첫 승리·첫 선발 승리: 2023년 4월 2일, 대 마이애미 말린스 4차전(론디포 파크), 5와 1/3이닝 3피안타 1실점[333]
- 첫 탈삼진: 상동, 1회말에 율리에스키 구리엘로부터 헛스윙 삼진[333]

##### 기타
- MLB 올스타전 선출: 1회(2023년)

#### NPB/MLB 통산
기록 달성 경력
- 100승: 2024년 7월 26일, 대 애틀랜타 브레이브스 8차전(시티 필드), 선발 등판해 5와 1/3이닝 2실점(2안타 2사사구 9탈삼진) ※NPB: 87, MLB: 13[334]

### 등번호
- 128(2011년~2012년 4월 22일)
- 21(2012년 4월 22일~같은 해 종료)
- 41(2013년~2022년)
- 34(2023년~)

### 연도별 투수 성적
| 연 도     | 소 속      | 등 판 | 선 발 | 완 투 | 완 봉 | 무 4 구 | 승 리 | 패 전 | 세 이 브 | 홀 드 | 승 률 | 타 자 | 이 닝  | 피 안 타 | 피 홈 런 | 볼 넷 | 고 4 | 몸 맞 | 탈 삼 진 | 폭 투 | 보 크 | 실 점 | 자 책 점 | 평 자 책 | W H I P |
| --------- | ---------- | ----- | ----- | ----- | ----- | ------- | ----- | ----- | -------- | ----- | ----- | ----- | ------ | -------- | -------- | ----- | ---- | ----- | -------- | ----- | ----- | ----- | -------- | -------- | ------- |
| 2012년    | 소프트뱅크 | 2     | 2     | 0     | 0     | 0       | 0     | 1     | 0        | 0     | .000  | 29    | 4.2    | 7        | 0        | 8     | 0    | 0     | 1        | 0     | 0     | 7     | 5        | 9.64     | 3.21    |
| 2013년    | 소프트뱅크 | 51    | 0     | 0     | 0     | 0       | 1     | 4     | 1        | 17    | .200  | 232   | 56.1   | 32       | 1        | 26    | 0    | 1     | 85       | 10    | 1     | 16    | 15       | 2.40     | 1.03    |
| 2014년    | 소프트뱅크 | 19    | 0     | 0     | 0     | 0       | 1     | 1     | 0        | 3     | .500  | 90    | 22.2   | 17       | 0        | 5     | 0    | 1     | 28       | 1     | 0     | 5     | 5        | 1.99     | 0.97    |
| 2015년    | 소프트뱅크 | 4     | 3     | 0     | 0     | 0       | 2     | 1     | 0        | 0     | .667  | 85    | 22.1   | 9        | 0        | 10    | 0    | 0     | 21       | 0     | 0     | 2     | 1        | 0.40     | 0.85    |
| 2016년    | 소프트뱅크 | 25    | 25    | 3     | 0     | 0       | 12    | 3     | 0        | 0     | .800  | 681   | 169.0  | 125      | 16       | 53    | 0    | 6     | 181      | 7     | 1     | 52    | 49       | 2.61     | 1.05    |
| 2017년    | 소프트뱅크 | 22    | 22    | 0     | 0     | 0       | 13    | 4     | 0        | 0     | .765  | 572   | 143.0  | 107      | 15       | 46    | 0    | 2     | 151      | 6     | 0     | 47    | 42       | 2.64     | 1.07    |
| 2018년    | 소프트뱅크 | 22    | 22    | 1     | 1     | 1       | 13    | 7     | 0        | 0     | .650  | 584   | 141.0  | 116      | 21       | 58    | 0    | 5     | 163      | 5     | 0     | 57    | 55       | 3.51     | 1.23    |
| 2019년    | 소프트뱅크 | 26    | 26    | 2     | 2     | 0       | 13    | 8     | 0        | 0     | .619  | 752   | 180.1  | 134      | 19       | 75    | 1    | 8     | 227      | 4     | 1     | 60    | 56       | 2.79     | 1.16    |
| 2020년    | 소프트뱅크 | 18    | 18    | 1     | 0     | 0       | 11    | 6     | 0        | 0     | .647  | 503   | 121.0  | 90       | 4        | 57    | 0    | 2     | 149      | 5     | 0     | 37    | 29       | 2.16     | 1.21    |
| 2021년    | 소프트뱅크 | 13    | 13    | 0     | 0     | 0       | 10    | 3     | 0        | 0     | .769  | 340   | 84.2   | 60       | 2        | 27    | 0    | 2     | 90       | 7     | 0     | 25    | 25       | 2.66     | 1.03    |
| 2022년    | 소프트뱅크 | 22    | 22    | 1     | 0     | 0       | 11    | 6     | 0        | 0     | .647  | 568   | 144.0  | 103      | 7        | 49    | 0    | 3     | 156      | 2     | 2     | 37    | 31       | 1.94     | 1.06    |
| 2023년    | NYM        | 29    | 29    | 0     | 0     | 0       | 12    | 7     | 0        | 0     | .632  | 694   | 166.1  | 126      | 17       | 77    | 0    | 5     | 202      | 14    | 1     | 60    | 55       | 2.98     | 1.22    |
| 2024년    | NYM        | 1     | 1     | 0     | 0     | 0       | 1     | 0     | 0        | 0     | 1.000 | 20    | 5.1    | 2        | 1        | 1     | 0    | 1     | 9        | 0     | 0     | 2     | 2        | 3.38     | 0.56    |
| NPB: 11년 | NPB: 11년  | 224   | 153   | 8     | 3     | 1       | 87    | 44    | 1        | 20    | .664  | 4436  | 1089.0 | 800      | 85       | 414   | 1    | 30    | 1252     | 47    | 5     | 345   | 313      | 2.59     | 1.11    |
| MLB: 2년  | MLB: 2년   | 30    | 30    | 0     | 0     | 0       | 13    | 7     | 0        | 0     | .650  | 714   | 171.2  | 128      | 18       | 78    | 0    | 6     | 211      | 14    | 1     | 62    | 57       | 2.99     | 1.20    |

- 2024년 시즌 종료 기준.
- 굵은 글씨는 시즌 최고 성적.

### 연도별 투수(선발) 성적 소속 리그내에서의 순위
| 연 도 | 연 령 | 리 그       | 완 투 | 완 봉 | 승 리 | 승 률 | 이 닝 | 평 자 책 | 탈 삼 진 |
| ----- | ----- | ----------- | ----- | ----- | ----- | ----- | ----- | -------- | -------- |
| 2012  | 20    | 퍼시픽 리그 | -     | -     | -     | -     | -     | -        | -        |
| 2013  | 21    | 퍼시픽 리그 | -     | -     | -     | -     | -     | -        | -        |
| 2014  | 22    | 퍼시픽 리그 | -     | -     | -     | -     | -     | -        | -        |
| 2015  | 23    | 퍼시픽 리그 | -     | -     | -     | -     | -     | -        | -        |
| 2016  | 24    | 퍼시픽 리그 | 3위   | -     | 3위   | 4위   | 5위   | 3위      | 2위      |
| 2017  | 25    | 퍼시픽 리그 | -     | -     | 3위   | 1위   | -     | 3위      | 5위      |
| 2018  | 26    | 퍼시픽 리그 | 5위   | 3위   | 3위   | -     | 10위  | -        | 2위      |
| 2019  | 27    | 퍼시픽 리그 | 1위   | 1위   | 2위   | 4위   | 1위   | 3위      | 1위      |
| 2020  | 28    | 퍼시픽 리그 | 4위   | -     | 1위   | 4위   | 7위   | 1위      | 1위      |
| 2021  | 29    | 퍼시픽 리그 | -     | -     | 5위   | -     | -     | -        | -        |
| 2022  | 30    | 퍼시픽 리그 | 4위   | -     | 3위   | 2위   | 8위   | 2위      | 3위      |
| 2023  | 31    | 내셔널 리그 | -     | -     | -     | 9위   | -     | 2위      | 8위      |
| 2024  | 32    | 내셔널 리그 | -     | -     | -     | -     | -     | -        | -        |

- ‘-’는 10위 미만(평균 자책점·승률에 있어서의 규정 투구 이닝 미달도 ‘-’로 표기)
- 연도에서 굵은 글씨는 규정 투구 이닝을 도달한 연도, 연령에서 굵은 글씨는 투수 3관왕을 달성한 연령을 뜻함.

### WBC에서의 투수 성적
| 연 도 | 대 표 | 등 판 | 선 발 | 승 리 | 패 전 | 세 이 브 | 타 자 | 이 닝 | 피 안 타 | 피 홈 런 | 볼 넷 | 고 4 | 몸 맞 | 탈 삼 진 | 폭 투 | 보 크 | 실 점 | 자 책 점 | 평 자 책 |
| ----- | ----- | ----- | ----- | ----- | ----- | -------- | ----- | ----- | -------- | -------- | ----- | ---- | ----- | -------- | ----- | ----- | ----- | -------- | -------- |
| 2017  | 일본  | 4     | 1     | 1     | 1     | 0        | 41    | 11.0  | 7        | 0        | 1     | 0    | 1     | 16       | 0     | 0     | 1     | 1        | 0.82     |

- 굵은 글씨는 대회 최고 성적

### 올림픽에서의 투수 성적
| 연 도 | 대 표 | 등 판 | 선 발 | 승 리 | 패 전 | 세 이 브 | 타 자 | 이 닝 | 피 안 타 | 피 홈 런 | 볼 넷 | 고 4 | 몸 맞 | 탈 삼 진 | 폭 투 | 보 크 | 실 점 | 자 책 점 | 평 자 책 |
| ----- | ----- | ----- | ----- | ----- | ----- | -------- | ----- | ----- | -------- | -------- | ----- | ---- | ----- | -------- | ----- | ----- | ----- | -------- | -------- |
| 2020  | 일본  | 2     | 0     | 0     | 0     | 0        | 13    | １    | 1        | 0        | 2     | 0    | 0     | 6        | 0     | 0     | 0     | 0        | 0.00     |

### 연도별 수비 성적
| 연도      | 소속       | 투수  | 투수  | 투수  | 투수  | 투수  | 투수     |
| 연도      | 소속       | 경 기 | 척 살 | 보 살 | 실 책 | 병 살 | 수 비 율 |
| --------- | ---------- | ----- | ----- | ----- | ----- | ----- | -------- |
| 2012      | 소프트뱅크 | 2     | 0     | 1     | 0     | 0     | 1.000    |
| 2013      | 소프트뱅크 | 51    | 0     | 14    | 0     | 1     | 1.000    |
| 2014      | 소프트뱅크 | 19    | 0     | 1     | 0     | 0     | 1.000    |
| 2015      | 소프트뱅크 | 4     | 0     | 3     | 0     | 0     | 1.000    |
| 2016      | 소프트뱅크 | 25    | 10    | 30    | 1     | 1     | .976     |
| 2017      | 소프트뱅크 | 22    | 8     | 17    | 1     | 1     | .962     |
| 2018      | 소프트뱅크 | 22    | 4     | 13    | 1     | 1     | .944     |
| 2019      | 소프트뱅크 | 26    | 10    | 23    | 4     | 1     | .892     |
| 2020      | 소프트뱅크 | 18    | 2     | 18    | 0     | 2     | 1.000    |
| 2021      | 소프트뱅크 | 13    | 8     | 7     | 0     | 0     | 1.000    |
| 2022      | 소프트뱅크 | 22    | 6     | 30    | 1     | 4     | .973     |
| 2023      | NYM        | 29    | 14    | 8     | 1     | 1     | .957     |
| 2024      | NYM        | 1     | 1     | 0     | 0     | 0     | 1.000    |
| NPB: 11년 | NPB: 11년  | 224   | 48    | 157   | 8     | 11    | .962     |
| MLB: 2년  | MLB: 2년   | 30    | 15    | 8     | 1     | 1     | .958     |

- 2024년 시즌 종료 기준.
- 굵은 글씨는 시즌 최고 성적.
- 연도에서 굵은 글씨는 골든 글러브상 수상 연도.

### 주해
1. ↑  다승왕 1회, 최우수 평균 자책점 1회, 최다 탈삼진 2회, 최고 승률 1회
2. ↑  베스트 나인 2회, 골든 글러브상 2회
3. ↑  ‘NPB 육성 드래프트 출신 투수의 올 선발에 의한 시즌 10승’, ‘퍼시픽 리그 육성 드래프트 출신 투수에 의한 시즌 10승’은 모두 사상 최초의 기록이 됐다.[92]
4. ↑  ‘육성 드래프트 출신의 선발 투수’가 팬 투표로 올스타전에 선출된 사례는 사상 처음이다.[109]
5. ↑  ‘육성 선수 출신의 2년 연속 두 자릿수 승리’는 사상 처음이다.[113]
6. ↑  육성 선수 출신의 노히트 노런 달성은 사상 최초이며 레이와 시대 최초의 노히트 노런이었다.[5] 매이닝 탈삼진으로 달성한 것은 NPB 사상 최초였다. 그리고 구단에서 노히트 노런을 달성한 것은 전신인 난카이군 시절이던 1943년 5월 26일 야마토군전에서 벳쇼 아키라가 달성한 이후 76년 만에 두 번째였다.[162]
7. ↑  ‘일본 시리즈 1차전에서의 3승’은 역대 세 번째의 타이 기록이 됐다.[190]
8. ↑  추정치 5년 총액 7,500만 달러로 전체 팀에게 트레이드 거부권과 2025년 시즌 종료 후에 FA가 될 수 있는 옵트아웃 조항이 포함돼 있다.[254][255]
9. ↑  육성 드래프트 출신으로는 야마구치 데쓰야에 이어 역대 두 번째가 되는 WBC 대표팀에 입성하게 됐다.[279]
10. ↑  단, NPB·MLB 모두 통산 2000투구 이닝 이상을 공식 기록으로 취급한다.

### 출전
1. ↑  “Kodai Senga Contract Details, Salaries, & Earnings” (영어). Spotrac. 2025년 3월 22일에 확인함.
2. 1 2 3 4 5 6  “ソフトＢ千賀連勝運ぶ　新セットアッパー”. 닛칸 스포츠. 2013년 4월 30일. 2021년 4월 9일에 확인함.
3. ↑  千賀滉大（メッツ） | プロフィール･成績･速報･ドラフト･ニュースなど選手情報 - 週刊ベースボールONLINE
4. ↑  “歴代最高の奪三振率「11.33」 鷹・千賀が語った“こだわり”と「足りないところ」”. 《Full-Count》. 2019년 10월 2일. 2020년 2월 16일에 확인함.
5. 1 2 3  安藤理 (2019년 9월 7일). “ソフトＢ・千賀、初尽くしノーヒットノーラン！令和初＆育成出身初＆毎回奪Ｋ初(1/3ページ)”. 《산케이 스포츠》. 産業経済新聞社. 1쪽. 2020년 11월 6일에 확인함.
6. ↑  “投手三冠で沢村賞を逃したのは１人だけ。千賀滉大は２人目になる!?(宇根夏樹)”. Yahoo!ニュース. 2020년 11월 9일. 2021년 7월 7일에 확인함.
7. ↑  “千賀が育成出身最多53勝、立て直して山口鉄也超え”. 《닛칸 스포츠》. 2019년 8월 10일. 2019년 8월 11일에 확인함.
8. 1 2 3 4 5  福岡吉央 (2015년 8월 19일). “ソフトバンク千賀３年ぶり３度目先発で通算３勝目”. 《닛칸 스포츠》. 日刊スポーツ新聞社. 2020년 11월 6일에 원본 문서에서 보존된 문서. 2020년 11월 6일에 확인함.
9. ↑  “福岡ソフトバンクホークス　投手　千賀滉大さん”. 東三河県庁のポータルサイト 穂っとネット東三河. 2021년 4월 9일에 확인함.
10. 1 2  “育成指名から日本のエースへ！千賀滉大をプロ野球に導いた“意外な人物”【連載：ドラフト“隠し玉”ヒストリー】”. 《BASEBALL KING》. 2019년 10월 7일. 2024년 4월 9일에 확인함.
11. ↑  “【恩師が語る】ソフトバンク・千賀滉大　高校時代の〝エピソードゼロ〟”. 東スポ. 2020년 7월 5일. 2022년 2월 20일에 확인함.
12. 1 2  “恩師が語る千賀の育成法「エンジンは凄いけど車体は軽自動車だった」”. Sponichi Annex. 2017년 3월 16일. 2022년 2월 20일에 확인함.
13. ↑  “2010年夏の大会 第92回愛知大会 2回戦 蒲郡vs愛知商”. 《高校野球ドットコム》. 2010년 7월 19일. 2020년 6월 27일에 확인함.
14. ↑  “2010年第92回愛知県大会”. 《高校野球ドットコム》. 2020년 6월 27일에 확인함.
15. ↑  “ドラフト会議で高校生No.1捕手の山下選手ら11人の選手を指名”. 후쿠오카 소프트뱅크 호크스. 2010년 10월 28일. 2012년 3월 12일에 확인함.
16. ↑  ““育成の星”ソフトバンク・千賀を発掘した幻の名スカウト”. 도쿄 스포츠. 2017년 4월 20일. 2017년 8월 17일에 확인함.
17. 1 2 3 4 5  “脅威の奪三振率。ソフトバンク・千賀滉大こそ和製ライアンだ!（田尻耕太郎）”. web Sportiva. 2013년 4월 24일. 2013년 6월 28일에 확인함.
18. ↑  “2010年度の育成選手新入団発表を行いました”. 후쿠오카 소프트뱅크 호크스. 2010년 12월 15일. 2022년 2월 20일에 확인함.
19. ↑  “千賀、甲斐は三軍から大化け。大道典良が明かすホークス育成法の秘密”. web Sportiva. 2020년 4월 15일. 2022년 2월 20일에 확인함.
20. 1 2  “ソフトＢ育成２年目千賀、異例１軍抜てき”. 닛칸 스포츠. 2012년 2월 23일. 2021년 4월 9일에 확인함.
21. ↑  “26日OP戦登板 千賀”. 西日本スポーツ. 2012년 2월 24일. 2013년 5월 19일에 원본 문서에서 보존된 문서. 2012년 3월 12일에 확인함.
22. ↑  “ソフトバンク育成の千賀　３失点　ほろ苦いオープン戦初登板”. Sponichi Annex. 2012년 2월 26일. 2022년 2월 20일에 확인함.
23. ↑  “ソフトＢ千賀、左足首ひねって緊急降板”. 닛칸 스포츠. 2012년 3월 10일. 2021년 4월 9일에 확인함.
24. ↑  “ソフトB・千賀が「大出世」 エースナンバーを継承 鷹詞〜たかことば〜”. 《sportsnavi》. Yahoo! JAPAN. 2012년 4월 23일. 2019년 4월 6일에 확인함.
25. ↑  “【ソフトＢ】千賀が支配下契約128→21”. 닛칸 스포츠. 2012년 4월 23일. 2021년 4월 9일에 확인함.
26. 1 2 3  “ソフト千賀 1軍初登板は4回途中3失点”. 《닛칸 스포츠》. 日刊スポーツ新聞社. 2012년 5월 1일. 2020년 6월 23일에 원본 문서에서 보존된 문서. 2022년 7월 7일에 확인함.
27. 1 2  “2012年4月30日 【公式戦】 試合結果 （千葉ロッテvs福岡ソフトバンク）”. 일본 야구 기구. 2022년 2월 20일에 원본 문서에서 보존된 문서. 2022년 2월 20일에 확인함.
28. ↑  “育成出身ソフトＢ千賀　プロ２度目の先発”. 닛칸 스포츠. 2012년 5월 11일. 2022년 2월 20일에 확인함.
29. ↑  “【ソフトＢ】千賀２試合連続で自滅降板”. 닛칸 스포츠. 2012년 5월 11일. 2021년 4월 9일에 확인함.
30. ↑  “2012年5月11日 【公式戦】 試合結果 （千葉ロッテvs福岡ソフトバンク）”. 일본 야구 기구. 2022년 2월 20일에 확인함.
31. ↑  “【ソフトＢ】千賀を登録、福田を抹消”. 닛칸 스포츠. 2012년 7월 25일. 2022년 2월 20일에 확인함.
32. ↑  “【ソフトＢ】大場を登録、千賀らを抹消”. 닛칸 스포츠. 2012년 7월 27일. 2022년 2월 20일에 확인함.
33. ↑  “2012年度 ウエスタン・リーグ 個人投手成績（規定投球回以上）”. 일본 야구 기구. 2021년 4월 9일에 확인함.
34. ↑  “中日ルーキー周平がウエスタン本塁打王”. 닛칸 스포츠. 2012년 9월 29일. 2021년 4월 9일에 확인함.
35. ↑  “【ソフトＢ】千賀は210万増の650万”. 닛칸 스포츠. 2012년 11월 22일. 2022년 2월 20일에 확인함.
36. ↑  “【ソフトB】岩崎「21」千賀「41」に変更”. 《닛칸 스포츠》. 日刊スポーツ新聞社. 2013년 1월 9일. 2012년 5월 13일에 확인함.
37. ↑  “ソフトＢ千賀「摂津カーブ」で先発争い”. 닛칸 스포츠. 2013년 2월 20일. 2022년 2월 20일에 확인함.
38. ↑  “ソフトＢ千賀　発熱登板回避で即２軍”. 닛칸 스포츠. 2013년 3월 3일. 2022년 2월 20일에 확인함.
39. ↑  “【ソフトＢ】千賀が発熱から復帰”. 닛칸 스포츠. 2013년 3월 10일. 2022년 2월 20일에 확인함.
40. ↑  “【ソフトＢ】千賀、中村ら／開幕登録一覧”. 닛칸 스포츠. 2013년 3월 27일. 2022년 2월 20일에 확인함.
41. ↑  “2013年3月31日 【公式戦】 試合結果 （福岡ソフトバンクvs東北楽天）”. 일본 야구 기구. 2022년 2월 20일에 확인함.
42. ↑  “2013年4月11日 【公式戦】 試合結果 （福岡ソフトバンクvsオリックス）”. 일본 야구 기구. 2022년 2월 20일에 확인함.
43. 1 2  “ソフトB千賀プロ初勝利!武器は捕手も驚く「おばけ」フォーク”. 《スポニチ Sponichi Annex》. 스포츠 닛폰. 2013년 5월 13일. 2021년 9월 22일에 원본 문서에서 보존된 문서. 2022년 7월 7일에 확인함.
44. 1 2  “千賀３試合連続失点＆黒星　無失点止まってから壁に当たる”. Sponichi Annex. 2013년 7월 1일. 2022년 2월 20일에 확인함.
45. ↑  “【ソフトＢ】千賀やりがいある３ホールド”. 닛칸 스포츠. 2013년 4월 23일. 2022년 2월 20일에 확인함.
46. ↑  “ソフトＢ千賀、パ連続無失点タイ記録も”. デイリースポーツ online. 2013년 6월 27일. 2013년 6월 27일에 원본 문서에서 보존된 문서. 2021년 4월 9일에 확인함.
47. ↑  “【ソフトＢ】２試合連続の救援失敗３連敗”. 닛칸 스포츠. 2013년 6월 26일. 2021년 4월 9일에 확인함.
48. ↑  “【ソフトＢ】14残塁＆千賀打たれ４連敗”. 닛칸 스포츠. 2013년 7월 3일. 2021년 4월 9일에 확인함.
49. ↑  “【ソフトＢ】４連敗の千賀が２軍降格”. 닛칸 스포츠. 2013년 7월 4일. 2021년 4월 9일에 확인함.
50. ↑  “【ソフトＢ】千賀「120％の状態で戻る」”. 닛칸 스포츠. 2013년 7월 4일. 2021년 4월 9일에 확인함.
51. ↑  “【ソフトＢ】千賀１軍「整理できた」”. 닛칸 스포츠. 2013년 7월 14일. 2022년 2월 20일에 확인함.
52. ↑  “ソフト千賀三振宣言「狙いたい」／球宴”. 닛칸 스포츠. 2013년 7월 1일. 2022년 2월 20일에 확인함.
53. ↑  “2013年度マツダオールスターゲーム　試合結果（第2戦）”. 일본 야구 기구. 2021년 4월 9일에 확인함.
54. ↑  “マツダオールスターゲーム2013　表彰選手（第2戦）”. 일본 야구 기구. 2021년 4월 9일에 확인함.
55. ↑  “長谷川　３安打　千賀とコンビで敢闘賞受賞”. 《スポーツニッポン》. 산케이 스포츠. 2013년 7월 21일. 2021년 4월 9일에 확인함.
56. 1 2  “【ソフトB】千賀初S「抑えてやろうと」”. 《닛칸 스포츠》. 日刊スポーツ新聞社. 2013년 7월 27일. 2022년 2월 20일에 원본 문서에서 보존된 문서. 2022년 2월 20일에 확인함.
57. ↑  “【ソフトＢ】秋山監督「守り切れないな」”. 닛칸 스포츠. 2013년 8월 7일. 2022년 2월 20일에 확인함.
58. ↑  “ソフトＢ投壊10失点　天敵ダックＫＯも…”. 닛칸 스포츠. 2013년 8월 12일. 2022년 2월 20일에 확인함.
59. ↑  “【ソフトB】千賀左脇腹肉離れか、抹消へ”. 《닛칸 스포츠》. 日刊スポーツ新聞社. 2013년 9월 4일. 2013년 9월 7일에 확인함.
60. ↑  “ソフトＢ千賀　左脇腹肉離れで今季絶望的”. 닛칸 스포츠. 2013년 9월 7일. 2021년 4월 9일에 확인함.
61. 1 2  “５倍増以上！「“３”千賀はいきました」”. 닛칸 스포츠. 2013년 12월 10일. 2021년 4월 9일에 확인함.
62. 1 2  “千賀４０８％アップ３３００万円　先発再転向を直訴”. Sponichi Annex. 2013년 12월 10일. 2022년 2월 20일에 확인함.
63. ↑  “【ソフトＢ】千賀、初のＡ組春季キャンプ”. 닛칸 스포츠. 2014년 1월 30일. 2021년 4월 9일에 확인함.
64. ↑  “ソフトＢ千賀　復調をアピール”. 닛칸 스포츠. 2014년 2월 18일. 2021년 4월 9일에 확인함.
65. ↑  “ソフトＢ千賀　ブルペン当落線上から前進”. 닛칸 스포츠. 2014년 3월 19일. 2022년 2월 20일에 확인함.
66. 1 2  “ソフトＢ千賀１軍昇格「自分見つめ直せた」”. 닛칸 스포츠. 2014년 4월 4일. 2022년 2월 20일에 확인함.
67. ↑  “ソフトＢ中継ぎ層厚すぎ!?千賀開幕２軍”. 닛칸 스포츠. 2014년 3월 25일. 2021년 4월 9일에 확인함.
68. ↑  “2014年5月7日 【公式戦】 試合結果 （福岡ソフトバンクvs北海道日本ハム）”. 일본 야구 기구. 2022년 2월 20일에 확인함.
69. ↑  “ソフトＢ千賀１勝も「期待裏切っている」”. 닛칸 스포츠. 2014년 5월 23일. 2021년 4월 9일에 확인함.
70. ↑  “ソフトＢ千賀　離脱長期化も”. 닛칸 스포츠. 2014년 6월 24일. 2021년 4월 9일에 확인함.
71. ↑  “千賀が投球練習再開”. 西日本スポーツ. 2014년 12월 23일. 2014년 12월 24일에 원본 문서에서 보존된 문서. 2021년 4월 9일에 확인함.
72. ↑  “右肩故障響き800万円ダウン　千賀”. 西日本スポーツ. 2014년 12월 5일. 2016년 2월 17일에 원본 문서에서 보존된 문서. 2024년 1월 2일에 확인함.
73. ↑  “千賀　ゆるキャラ　カーブ解禁　先発再転向へ剛腕新スタイル”. 西日本スポーツ. 2015년 1월 16일. 2016년 3월 20일에 원본 문서에서 보존된 문서. 2024년 1월 2일에 확인함.
74. ↑  “ソフトバンク千賀　復活手応え90球”. 닛칸 스포츠. 2015년 1월 29일. 2021년 4월 9일에 확인함.
75. 1 2  “ＰＳ活躍も現状維持　来季は先発一本強調　千賀”. 西日本スポーツ. 2015년 12월 8일. 2016년 4월 29일에 원본 문서에서 보존된 문서. 2024년 1월 2일에 확인함.
76. ↑  “ソフトＢ　千賀が８回１安打無失点で今季２勝目！サファテ４０Ｓ”. Sponichi Annex. 2015년 9월 20일. 2022년 2월 20일에 확인함.
77. ↑  “中継ぎで待機へ　千賀”. 西日本スポーツ. 2015년 9월 25일. 2016년 4월 8일에 원본 문서에서 보존된 문서. 2024년 1월 2일에 확인함.
78. ↑  “今季初救援３回を零封　連続無失点１８イニングに　千賀”. 西日本スポーツ. 2015년 9월 26일. 2016년 4월 8일에 원본 문서에서 보존된 문서. 2024년 1월 2일에 확인함.
79. ↑  “ソフトバンク千賀ふくらはぎつり５回途中で降板”. 닛칸 스포츠. 2015년 10월 1일. 2022년 2월 20일에 확인함.
80. ↑  “千賀ＣＳ先発急浮上　きょう紅白戦で判断”. 西日本スポーツ. 2015년 10월 8일. 2016년 4월 8일에 원본 문서에서 보존된 문서. 2024년 1월 2일에 확인함.
81. ↑  “ソフトバンク千賀がCS秘密兵器「どこでも投げる」”. 닛칸 스포츠. 2015년 10월 8일. 2021년 4월 9일에 확인함.
82. ↑  “ソフトバンク工藤監督　短期決戦モードの継投”. 닛칸 스포츠. 2015년 10월 15일. 2021년 4월 9일에 확인함.
83. ↑  “ソフトバンク千賀救った　22歳剛腕が2回完全救援”. 닛칸 스포츠. 2015년 10월 17일. 2021년 4월 9일에 확인함.
84. ↑  “ソフトバンク千賀、山田に逆転被弾　試合後は無言…”. 닛칸 스포츠. 2015년 10월 27일. 2021년 4월 9일에 확인함.
85. ↑  “ソフトバンク千賀「良かった」前夜の仕返し2回0封”. 닛칸 스포츠. 2015년 10월 28일. 2021년 4월 9일에 확인함.
86. ↑  “ソフトバンク千賀が結婚　V旅行にも同伴14日入籍”. 닛칸 스포츠. 2015년 12월 27일. 2021년 4월 9일에 확인함.
87. ↑  “千賀「結果も内容も」　きょう虎戦先発　４回予定”. 西日本スポーツ. 2016년 3월 3일. 2017년 7월 17일에 원본 문서에서 보존된 문서. 2024년 1월 2일에 확인함.
88. ↑  “ソフトバンク千賀が今季初勝利も納得できず「何も」”. 닛칸 스포츠. 2016년 3월 30일. 2021년 4월 9일에 확인함.
89. 1 2  “ソフトバンク千賀プロ初完投　135球10K2勝目”. 《닛칸 스포츠》. 日刊スポーツ新聞社. 2016년 4월 14일. 2020년 6월 20일에 원본 문서에서 보존된 문서. 2021년 4월 9일에 확인함.
90. ↑  “ソフトバンク千賀８回０封、無傷の開幕８連勝”. 닛칸 스포츠. 2016년 7월 13일. 2022년 2월 20일에 확인함.
91. ↑  “ソフトバンク千賀、今季初黒星　13三振も5失点”. 닛칸 스포츠. 2016년 8월 6일. 2021년 4월 9일에 확인함.
92. ↑  “ソフトバンク千賀10勝!パ初の育成先発で2桁勝利”. 닛칸 스포츠. 2016년 8월 6일. 2021년 4월 9일에 확인함.
93. ↑  “ソフトバンク千賀が育成最多12勝　工藤監督も称賛”. 닛칸 스포츠. 2016년 9월 4일. 2021년 4월 9일에 확인함.
94. 1 2  “ソフトバンク千賀4000万増「来年も２桁勝利」”. 닛칸 스포츠. 2016년 12월 16일. 2021년 8월 7일에 확인함.
95. ↑  “2016年度 パシフィック・リーグ 個人投手成績（規定投球回以上）”. 일본 야구 기구. 2022년 2월 20일에 확인함.
96. ↑  “千賀「流れつくる」　育成入団初のＣＳ先発”. 西日本スポーツ. 2016년 10월 8일. 2017년 1월 23일에 원본 문서에서 보존된 문서. 2024년 1월 2일에 확인함.
97. ↑  “ソフトＢ千賀　大役全う　初ＣＳ初開幕初回２被弾も崩れず７回１２Ｋ”. Sponichi Annex. 2016년 10월 9일. 2022년 2월 20일에 확인함.
98. ↑  “ソフト崖っ縁　千賀重すぎる４失点「よーいドンで…申し訳ない」”. Sponichi Annex. 2016년 10월 15일. 2022년 2월 20일에 확인함.
99. 1 2  “侍でただ一人　千賀がベストナインに”. 西日本スポーツ. 2017년 3월 24일. 2017년 5월 2일에 원본 문서에서 보존된 문서. 2024년 1월 2일에 확인함.
100. ↑  “開幕ローテ決定”. 西日本スポーツ. 2017년 3월 26일. 2017년 3월 30일에 원본 문서에서 보존된 문서. 2024년 1월 2일에 확인함.
101. ↑  “千賀まさか…４回７失点ＫＯ　ＷＢＣの快投から一転悔投”. 西日本スポーツ. 2017년 4월 5일. 2017년 5월 2일에 원본 문서에서 보존된 문서. 2024년 1월 2일에 확인함.
102. ↑  “史上初の育成先発バッテリー勝利　千賀「拓也のおかげ。刺してくれたのも、リードも」”. 西日本スポーツ. 2017년 4월 12일. 2020년 6월 23일에 원본 문서에서 보존된 문서. 2024년 1월 2일에 확인함.
103. ↑  “千賀５連勝「相手は金子投手。ピシャッといこうと」８回１失点１３Ｋ”. 西日本スポーツ. 2017년 5월 9일. 2017년 5월 12일에 원본 문서에서 보존된 문서. 2024년 1월 2일에 확인함.
104. ↑  “千賀が９球で降板　背部に違和感、病院直行”. 西日本スポーツ. 2017년 5월 17일. 2017년 5월 18일에 원본 문서에서 보존된 문서. 2024년 1월 2일에 확인함.
105. ↑  “千賀軽症　大きな異常なし、左背部張り「緩んだ」”. 西日本スポーツ. 2017년 5월 18일. 2017년 5월 20일에 원본 문서에서 보존된 문서. 2024년 1월 2일에 확인함.
106. ↑  “千賀おとこ気の８回続投　脚つりかけても「いけます」”. 西日本スポーツ. 2017년 5월 29일. 2017년 5월 30일에 원본 문서에서 보존된 문서. 2024년 1월 2일에 확인함.
107. ↑  “千賀　交流戦初黒星”. 西日本スポーツ. 2017년 6월 5일. 2017년 6월 7일에 원본 문서에서 보존된 문서. 2024년 1월 2일에 확인함.
108. ↑  “ソフトバンク千賀が背中張りで抹消、状態回復を優先”. 닛칸 스포츠. 2017년 6월 8일. 2017년 11월 28일에 확인함.
109. ↑  “千賀、育成出身初！先発トップ当選！！”. 西日本スポーツ. 2017년 6월 27일. 2017년 6월 28일에 원본 문서에서 보존된 문서. 2024년 1월 2일에 확인함.
110. ↑  “ホークス千賀、復帰戦は４回４失点　ウィーラーに痛恨被弾”. 西日本スポーツ. 2017년 7월 1일. 2017년 7월 3일에 원본 문서에서 보존된 문서. 2024년 1월 2일에 확인함.
111. ↑  “ホークス千賀、球宴先発　「お化けフォーク」名古屋に里帰り”. 西日本スポーツ. 2017년 7월 14일. 2017년 7월 17일에 원본 문서에서 보존된 문서. 2024년 1월 2일에 확인함.
112. ↑  “ホークス千賀、球宴先発で２回無安打　父母ら見守る地元愛知で「本塁打打たれなくてよかった～」”. 西日本スポーツ. 2017년 7월 15일. 2017년 7월 17일에 원본 문서에서 보존된 문서. 2024년 1월 2일에 확인함.
113. ↑  “ホークス千賀１０勝　育成出身初の２年連続”. 西日本スポーツ. 2017년 8월 13일. 2017년 8월 14일에 원본 문서에서 보존된 문서. 2024년 1월 2일에 확인함.
114. ↑  “ソフトＢ止まらん８連勝でＭ６！千賀、雪辱の自己最多１３勝”. Sponichi Annex. 2017년 9월 10일. 2022년 2월 20일에 확인함.
115. ↑  “ホークス千賀６回投げ切れば規定投球回に”. 《西日本スポーツ》. 2017년 10월 6일. 2017년 10월 8일에 원본 문서에서 보존된 문서. 2024년 1월 2일에 확인함.
116. ↑  “ホークス千賀「強運」初タイトル　リード許し降板も黒星消える　９回２死から上林が同点打”. 西日本スポーツ. 2017년 10월 6일. 2021년 2월 27일에 원본 문서에서 보존된 문서. 2024년 1월 2일에 확인함.
117. ↑  “ソフトＢ千賀、勝率第１位で欲「来年は防御率」”. 西日本スポーツ. 2017년 11월 21일. 2020년 7월 7일에 원본 문서에서 보존된 문서. 2024년 1월 2일에 확인함.
118. 1 2  “千賀滉大 プロフィール” (PDF). 《아이치현 가마고리시》. 2024년 4월 20일에 확인함.
119. ↑  “ソフトＢ千賀、相手主将にやられた　適時打浴び６回１／３、２失点”. 西日本スポーツ. 2017년 10월 20일. 2017년 10월 24일에 원본 문서에서 보존된 문서. 2024년 1월 2일에 확인함.
120. ↑  “ソフトＢ千賀　日本Ｓ初星　育成出身初！！シリーズ初戦先発”. 西日本スポーツ. 2017년 11월 21일. 2020년 6월 23일에 원본 문서에서 보존된 문서. 2024년 1월 2일에 확인함.
121. ↑  ““フォークお化け”千賀　ＰＳ初勝利「やれること全てやった」”. Sponichi Annex. 2017년 10월 29일. 2022년 2월 20일에 확인함.
122. ↑  “ソフトバンク千賀、１億突破　来季最優秀防御率獲る”. 닛칸 스포츠. 2017년 12월 22일. 2017년 12월 24일에 확인함.
123. ↑  “ソフトＢ千賀、ポスティングでメジャー直訴　契約更改時球団に要望していた”. 西日本スポーツ. 2017년 12월 28일. 2018년 6월 15일에 원본 문서에서 보존된 문서. 2024년 1월 2일에 확인함.
124. ↑  “ソフトＢ千賀　育成初の開幕投手　工藤監督指名「ホークスを引っ張って」”. Sponichi Annex. 2018년 2월 20일. 2022년 2월 20일에 확인함.
125. ↑  “ソフトバンク千賀７回０封で貢献「チームも勝てた」”. 닛칸 스포츠. 2018년 3월 30일. 2019년 4월 8일에 확인함.
126. ↑  “ソフトＢ千賀　猛省６失点ＫＯ「本当に悔しい。情けない」”. Sponichi Annex. 2018년 4월 7일. 2022년 2월 20일에 확인함.
127. ↑  “ソフトＢ千賀、右肘周辺の張りで登録抹消　工藤監督「良い状態で帰ってきて」”. Sponichi Annex. 2018년 4월 7일. 2022년 2월 20일에 확인함.
128. ↑  “ソフトＢ　千賀が今季初勝利「まだ探り探り」”. Sponichi Annex. 2018년 5월 2일. 2022년 2월 20일에 확인함.
129. ↑  “ソフトＢ千賀、もう仙台“鬼門”と呼ばせない！７回１失点、耐えて３連勝”. 西日本スポーツ. 2018년 5월 16일. 2022년 2월 21일에 원본 문서에서 보존된 문서. 2024년 1월 2일에 확인함.
130. ↑  “ソフトＢ千賀また抹消、右前腕張りで今季２度目　４番内川に続き開幕投手も離脱”. 西日本スポーツ. 2018년 5월 19일. 2018년 5월 22일에 원본 문서에서 보존된 문서. 2024년 1월 2일에 확인함.
131. ↑  “ソフトＢ千賀、復帰星も「悔しさと反省ばかり」　降板時の不満顔の背景”. 西日本スポーツ. 2018년 6월 2일. 2018년 6월 18일에 원본 문서에서 보존된 문서. 2024년 1월 2일에 확인함.
132. ↑  “ソフトＢ千賀５回１１Ｋ！　自分へのリベンジ５勝　工藤監督認めた“変化””. 西日本スポーツ. 2018년 6월 16일. 2018년 6월 16일에 원본 문서에서 보존된 문서. 2024년 1월 2일에 확인함.
133. ↑  “ソフトＢ千賀が登録抹消　２６日からの日本ハム戦先発へ”. 西日本スポーツ. 2018년 6월 17일. 2018년 6월 18일에 원본 문서에서 보존된 문서. 2024년 1월 2일에 확인함.
134. ↑  “ソフトバンク・千賀、チームの連敗止める今季６勝目！西田、古巣相手に今季１号ソロ”. Sponichi Annex. 2018년 7월 3일. 2022년 2월 20일에 확인함.
135. ↑  “ソフトＢ工藤監督、千賀抹消は「後半戦を見据えて」　右肩周辺のコンディション不安”. 西日本スポーツ. 2018년 7월 5일. 2022년 2월 24일에 원본 문서에서 보존된 문서. 2024년 1월 2일에 확인함.
136. ↑  “ソフトＢ千賀、今季２度目“開幕投手”　充電バッチリ、西武の最強打線封じる”. 西日本スポーツ. 2018년 7월 16일. 2018년 7월 18일에 원본 문서에서 보존된 문서. 2024년 1월 2일에 확인함.
137. ↑  “ソフトＢ千賀、チームトップタイの７勝目　初球に１５４キロ、ヤフオクＤにどよめき”. 西日本スポーツ. 2018년 7월 17일. 2018년 7월 18일에 원본 문서에서 보존된 문서. 2024년 1월 2일에 확인함.
138. 1 2  “鷹千賀プロ初完封で確信？ノーノーは「僕には無理」”. 《닛칸 스포츠》. 日刊スポーツ新聞社. 2018년 8월 17일. 2019년 4월 8일에 원본 문서에서 보존된 문서. 2019년 4월 8일에 확인함.
139. ↑  “千賀投手が「月間MVP」！育成出身＆自身初”. 후쿠오카 소프트뱅크 호크스. 2018년 9월 11일. 2024년 1월 2일에 확인함.
140. ↑  “ソフトＢ千賀、喜べない史上初快挙　２度目１イニング４Ｋも…天王山で７失点”. 西日本スポーツ. 2018년 9월 15일. 2018년 9월 17일에 원본 문서에서 보존된 문서. 2024년 1월 2일에 확인함.
141. ↑  “ソフトＢ千賀１３勝、自己最多タイ　規定投球回には届かず”. 西日本スポーツ. 2018년 10월 6일. 2018년 10월 7일에 원본 문서에서 보존된 문서. 2024년 1월 2일에 확인함.
142. ↑  “ソフトＢ千賀「余計な球が多かった」　テンポの悪さ悔やむ　６回２失点１１１球”. 西日本スポーツ. 2018년 10월 15일. 2018년 10월 16일에 원본 문서에서 보존된 문서. 2024년 1월 2일에 확인함.
143. ↑  “ソフトＢ千賀「意地」見せた　鬼門メット、ＣＳで初勝利”. 西日本スポーツ. 2018년 10월 20일. 2018년 10월 21일에 원본 문서에서 보존된 문서. 2024년 1월 2일에 확인함.
144. ↑  “ソフトＢはＣＳ再現へ早め継投　厚い選手層生かす”. 西日本スポーツ. 2018년 10월 27일. 2018년 10월 27일에 원본 문서에서 보존된 문서. 2024년 1월 2일에 확인함.
145. ↑  “ソフトＢ千賀、初回の失点悔やむ　４回を２失点”. 西日本スポーツ. 2018년 10월 28일. 2022년 2월 27일에 원본 문서에서 보존된 문서. 2024년 1월 2일에 확인함.
146. ↑  “５回２死で千賀交代　８回２死で森投入の理由／工藤監督一問一答　日本シリーズ第５戦”. 西日本スポーツ. 2018년 11월 2일. 2018년 11월 3일에 원본 문서에서 보존된 문서. 2024년 1월 2일에 확인함.
147. ↑  “ソフトバンク千賀3500万増　再び米挑戦の話も”. 닛칸 스포츠. 2018년 12월 28일. 2019년 4월 8일에 확인함.
148. ↑  “ソフトバンク千賀が２年連続の開幕投手　工藤監督明言「おまえに託した」”. 西日本スポーツ. 2019년 2월 25일. 2022년 2월 25일에 원본 문서에서 보존된 문서. 2024년 1월 2일에 확인함.
149. ↑  “ソフトバンク千賀、いきなり自己最速更新の１５８キロ”. 西日本スポーツ. 2019년 3월 2일. 2022년 2월 25일에 원본 문서에서 보존된 문서. 2024년 1월 2일에 확인함.
150. ↑  “ソフトＢ千賀３月０封　自己最速また更新１５９キロ　３・２９へ仕上がり完璧”. 西日本スポーツ. 2019년 3월 23일. 2019년 3월 26일에 원본 문서에서 보존된 문서. 2024년 1월 2일에 확인함.
151. ↑  “ソフトＢ千賀１６１キロ、日本人２位タイ　獅子脅し打線を圧倒”. 西日本スポーツ. 2019년 3월 30일. 2019년 3월 31일에 원본 문서에서 보존된 문서. 2024년 1월 2일에 확인함.
152. ↑  “ソフトＢ千賀開幕投手の意地、志願の“完投”　１２９球熱投も初星ならず”. 西日本スポーツ. 2019년 4월 6일. 2019년 4월 7일에 원본 문서에서 보존된 문서. 2024년 1월 2일에 확인함.
153. ↑  “ソフトＢ打線冷タカった　残雪の仙台、前夜の勢い凍る！？”. 西日本スポーツ. 2019년 4월 13일. 2019년 4월 25일에 원본 문서에서 보존된 문서. 2024년 1월 2일에 확인함.
154. ↑  “ソフトバンク千賀、鬼門メットライフDで初白星　リーグトップ４３K　工藤監督も絶賛”. 西日本スポーツ. 2019년 4월 20일. 2019년 4월 20일에 원본 문서에서 보존된 문서. 2024년 1월 2일에 확인함.
155. ↑  “ソフトＢ千賀、雨にも負けず火の国で火の玉５勝目”. 西日本スポーツ. 2019년 5월 19일. 2019년 5월 19일에 원본 문서에서 보존된 문서. 2024년 1월 2일에 확인함.
156. ↑  “ソフトバンク千賀、今季初黒星に「自分の責任」”. 닛칸 스포츠. 2019년 5월 31일. 2024년 1월 2일에 확인함.
157. ↑  “ソフトバンク千賀「びっくり」2度目の月間MVP”. 西日本スポーツ. 2019년 6월 11일. 2022년 2월 25일에 원본 문서에서 보존된 문서. 2024년 1월 2일에 확인함.
158. ↑  “ホークス千賀、2か月連続の月間MVP受賞「今月のほうがびっくりしている」”. Full-Count. 2019년 7월 9일. 2024년 1월 2일에 확인함.
159. ↑  “ホークスから3選手、ファン投票で球宴へ”. 후쿠오카 소프트뱅크 호크스. 2019년 6월 24일. 2024년 1월 2일에 확인함.
160. ↑  “ソフトバンク千賀MAX156キロ「大したことなくて申し訳ない」”. 西日本スポーツ. 2019년 7월 13일. 2022년 2월 28일에 원본 문서에서 보존된 문서. 2024년 1월 2일에 확인함.
161. ↑  “ソフトバンク千賀今季チーム初完封　2安打！”志願”の135球！！”. 西日本スポーツ. 2019년 8월 3일. 2019년 11월 30일에 원본 문서에서 보존된 문서. 2024년 1월 2일에 확인함.
162. ↑  “【独占手記】ソフトバンク千賀激白　お化けフォーク操れず苦悩も…丸封じまでつながった「新球」”. 《西日本スポーツ》. 西日本新聞社. 2019년 10월 24일. 2020년 8월 12일에 원본 문서에서 보존된 문서. 2024년 1월 2일에 확인함.
163. ↑  “ソフトB・千賀“ほぼ倍増”3億円！エース査定で育成出身2人目「濃い一年」”. Sponichi Annex. 2019년 12월 24일. 2022년 2월 20일에 확인함.
164. ↑  “最多Kの千賀「則本さんの記録意識」奪三振率も驚異的”. 西日本スポーツ. 2019년 9월 30일. 2022년 2월 21일에 원본 문서에서 보존된 문서. 2024년 1월 2일에 확인함.
165. ↑  “ソフトバンク千賀4被弾　エース対決、打ち砕かれた　PO＆CSワーストタイ”. 西日本スポーツ. 2019년 10월 6일. 2022년 2월 26일에 원본 문서에서 보존된 문서. 2024년 1월 2일에 확인함.
166. ↑  “ソフトバンク千賀が予告通りの快投　日本S王手に導いたエースの思考”. 西日本スポーツ. 2019년 10월 12일. 2022년 2월 23일에 원본 문서에서 보존된 문서. 2024년 1월 2일에 확인함.
167. ↑  “ソフトB千賀、7回1失点！3年連続シリーズ開幕投手で力投「とにかく初戦勝てるようにと」”. Sponichi Annex. 2019년 10월 19일. 2022년 2월 20일에 확인함.
168. ↑  “鷹・千賀「全く違う評価を」　同じ13勝でも昨オフ3500万円増、今オフ1.4億円増はなぜ？”. Full-Count. 2019년 12월 23일. 2022년 3월 13일에 확인함.
169. ↑  “ソフトバンク千賀「えっ？」　史上初の肩書ついたゴールデングラブ賞”. 西日本スポーツ. 2019년 11월 1일. 2019년 12월 13일에 원본 문서에서 보존된 문서. 2024년 1월 2일에 확인함.
170. ↑  “パ・リーグベストナイン投票全結果…ソフトB千賀は育成出身投手として初の受賞”. Sponichi Annex. 2019년 11월 20일. 2022년 2월 20일에 확인함.
171. ↑  “ソフトバンク千賀1・4億増4億円更改 米挑戦希望”. 닛칸 스포츠. 2019년 12월 23일. 2021년 8월 7일에 확인함.
172. ↑  “ソフトバンク千賀は別メニュー継続「頑張って抑えている」心境明かす”. 西日本スポーツ. 2020년 2월 2일. 2022년 2월 27일에 원본 문서에서 보존된 문서. 2024년 1월 2일에 확인함.
173. ↑  “工藤ホークス非常事態、開幕投手が決められない　千賀異変で登板白紙”. 西日本スポーツ. 2020년 2월 25일. 2022년 2월 25일에 원본 문서에서 보존된 문서. 2024년 1월 2일에 확인함.
174. ↑  “ソフトバンク千賀がリハビリ組合流「特に話すことはないです」ノースロー継続”. 西日本スポーツ. 2020년 2월 29일. 2022년 2월 21일에 원본 문서에서 보존된 문서. 2024년 1월 2일에 확인함.
175. ↑  “ソフトバンクの現状だけ考えれば…「プラスでしかない」開幕延期”. 西日本スポーツ. 2020년 3월 11일. 2020년 3월 12일에 원본 문서에서 보존된 문서. 2024년 1월 2일에 확인함.
176. ↑  “ソフトバンク千賀、開幕不在　リハビリ組、現状はローテ候補外”. 西日本スポーツ. 2020년 5월 27일. 2022년 2월 27일에 원본 문서에서 보존된 문서. 2024년 1월 2일에 확인함.
177. ↑  “ソフトバンク千賀161キロ勝利 楽天追撃へ復活”. 《닛칸 스포츠》. 2020년 7월 8일. 2021년 4월 9일에 확인함.
178. ↑  “柳田のカツ、自問自答…苦悩を深める千賀　工藤監督は復調を待ち続ける”. 西日本スポーツ. 2020년 8월 19일. 2020년 9월 2일에 원본 문서에서 보존된 문서. 2024년 1월 2일에 확인함.
179. ↑  “「言い訳せず」ソフトバンク千賀、苦闘の末につかんだエースとしての1勝”. 西日本スポーツ. 2020년 8월 26일. 2022년 6월 16일에 원본 문서에서 보존된 문서. 2024년 1월 2일에 확인함.
180. ↑  “吠えたソフトバンク千賀の胸中　またエースとまた呼んでもらえるように”. 西日本スポーツ. 2020년 9월 9일. 2022년 2월 24일에 원본 문서에서 보존된 문서. 2024년 1월 2일에 확인함.
181. ↑  “鷹・千賀滉大、防御率トップに！ 7回零封で規定投球回到達、39回自責点なし”. 《Full-Count》. 2020년 11월 4일. 2021년 4월 9일에 확인함.
182. ↑  “ソフトバンク千賀、投手3冠ならパでは斉藤和巳以来”. 《닛칸 스포츠》. 日刊スポーツ新聞社. 2020년 11월 4일. 2020년 11월 4일에 확인함.
183. ↑  “強力ソフトバンク投手陣　引っ張った千賀と東浜の存在感”. 西日本スポーツ. 2020년 10월 28일. 2020년 11월 2일에 원본 문서에서 보존된 문서. 2024년 1월 2일에 확인함.
184. ↑  “育成から投手3冠　ソフトバンク千賀「全然実感ない」”. 西日本スポーツ. 2020년 11월 9일. 2020년 11월 9일에 원본 문서에서 보존된 문서. 2024년 1월 2일에 확인함.
185. ↑  “涌井３球団最多勝は史上初、千賀３冠は史上20人目”. 《닛칸 스포츠》 (日刊スポーツ新聞社). 2020년 11월 9일. 2020년 11월 10일에 확인함.
186. ↑  “ソフトバンク千賀、奪三振数はCS歴代1位　10戦連続でクオリティースタート”. 西日本スポーツ. 2020년 11월 14일. 2022년 2월 28일에 원본 문서에서 보존된 문서. 2024년 1월 2일에 확인함.
187. ↑  “ソフトバンク千賀が堀内恒夫以来の栄誉　4年連続日本シリーズ開幕投手”. 西日本スポーツ. 2020년 11월 20일. 2022년 2월 20일에 원본 문서에서 보존된 문서. 2024년 1월 2일에 확인함.
188. ↑  “ソフトバンク千賀好投に父「大人になりましたね」”. 《닛칸 스포츠》. 2020년 11월 21일. 2021년 4월 9일에 확인함.
189. ↑  “背番号物語【背番号物語】ソフトバンク「＃41」千賀滉大の背番号は投手の出世ナンバー？　南海には内野手の“隠し球”も”. 週刊ベースボール. 2021년 2월 20일. 2022년 3월 13일에 확인함.
190. ↑  “ソフトバンク千賀の日本Sレア記録　堀内恒夫＆渡辺久信に続き3人目”. 西日本スポーツ. 2020년 11월 22일. 2020년 11월 22일에 원본 문서에서 보존된 문서. 2024년 1월 2일에 확인함.
191. ↑  “千賀270万→4億円 年俸148倍はイチロー超え”. 닛칸 스포츠. 2020년 12월 27일. 2021년 8월 7일에 확인함.
192. ↑  “ソフトバンク・千賀は開幕白紙　両ふくらはぎ痛のエースに工藤監督「プランを立てていないのが、現状」”. Sponichi Annex. 2021년 2월 10일. 2022년 2월 20일에 확인함.
193. ↑  “ソフトバンク千賀、仰天の平均球速　新球も　それでも工藤監督「もう消しています」”. 西日本スポーツ. 2021년 3월 13일. 2021년 3월 16일에 원본 문서에서 보존된 문서. 2024년 1월 2일에 확인함.
194. ↑  “ソフトバンク千賀　連敗ストップへ6日今季初登板「良い流れに」”. 西日本スポーツ. 2021년 4월 5일. 2022년 2월 25일에 원본 문서에서 보존된 문서. 2024년 1월 2일에 확인함.
195. ↑  “緊急降板のソフトバンク千賀、復帰時期は未定　左足首捻挫も早期復帰に意欲示す”. 《西日本スポーツ》. 2021년 4월 7일. 2021년 4월 18일에 원본 문서에서 보존된 문서. 2024년 1월 2일에 확인함.
196. ↑  “左足首捻挫で登録抹消のソフトバンク千賀の状態　工藤監督「折れてないと思う」”. 西日本スポーツ. 2021년 4월 8일. 2022년 2월 24일에 원본 문서에서 보존된 문서. 2024년 1월 2일에 확인함.
197. ↑  “ソフトバンク千賀、左足首の靱帯損傷が判明　復帰まで2～3カ月…東京五輪出場は困難か”. 西日本スポーツ. 2021년 4월 10일. 2022년 12월 29일에 원본 문서에서 보존된 문서. 2024년 1월 2일에 확인함.
198. ↑  “千賀靱帯損傷、復帰まで２～３か月 シーズン前半絶望的、五輪出場も厳しい”. 《닛칸 스포츠》. 2021년 4월 10일. 2021년 4월 11일에 확인함.
199. ↑  “千賀、球宴前の1軍復帰視野 試運転で158キロ”. 西日本スポーツ. 2021년 6월 18일. 2021년 6월 17일에 원본 문서에서 보존된 문서. 2024년 1월 2일에 확인함.
200. ↑  “ソフトバンク千賀滉大が大炎上 復帰登板で自己ワースト3回途中10失点”. 닛칸 스포츠. 2021년 7월 6일. 2021년 7월 7일에 확인함.
201. ↑  “東京五輪日本代表の千賀が登録抹消 工藤監督「少し時間をかけた方がいい」”. 西日本スポーツ. 2021년 7월 9일. 2021년 7월 9일에 원본 문서에서 보존된 문서. 2024년 1월 2일에 확인함.
202. ↑  “後半戦4戦4勝　千賀、快投の裏に試合直前の「ひと工夫」”. 西日本スポーツ. 2021년 9월 9일. 2022년 2월 26일에 원본 문서에서 보존된 문서. 2024년 1월 2일에 확인함.
203. ↑  “背水ソフトバンクなりふり構わず奇跡起こす　森＆モイネロ3連投、千賀三たび中5日”. 西日本スポーツ. 2021년 9월 18일. 2022년 2월 25일에 원본 문서에서 보존된 문서. 2024년 1월 2일에 확인함.
204. ↑  “2年ぶり中4日ソフトバンク千賀が3敗目　6回93球粘投及ばず「2点目が…」”. 西日本スポーツ. 2021년 10월 3일. 2022년 2월 21일에 원본 문서에서 보존된 문서. 2024년 1월 2일에 확인함.
205. ↑  “ソフトバンク・千賀が6回3失点で10勝目！6年連続2ケタ勝利”. BASEBALL KING. 2021년 10월 25일. 2022년 3월 13일에 확인함.
206. ↑  “千賀6年連続10勝の原点「本当に懐かしい」工藤監督1年目秋の光景”. 西日本スポーツ. 2021년 10월 26일. 2021년 10월 26일에 원본 문서에서 보존된 문서. 2024년 1월 2일에 확인함.
207. ↑  “【2021主力選手通信簿｜ソフトバンク】不振＆故障者続出でまさかの低評価。柳田も“彼基準”からすれば物足りない＜SLUGGER＞”. THE DIGEST. 2021년 12월 3일. 2022년 2월 20일에 확인함.
208. ↑  “千賀が国内FA権取得「これからしっかり考えたい」”. 西日本スポーツ. 2021년 10월 19일. 2021년 10월 19일에 원본 문서에서 보존된 문서. 2024년 1월 2일에 확인함.
209. ↑  “ソフトバンク三笠GM「話し合って至った結論」米希望の千賀へ異例待遇”. 닛칸 스포츠. 2021년 12월 5일. 2021년 12월 5일에 확인함.
210. ↑  “ソフトバンク千賀5年契約　来季にも海外FA権取得で米移籍可能の内容　年俸6億”. 西日本スポーツ. 2021년 12월 5일. 2022년 2월 22일에 원본 문서에서 보존된 문서. 2024년 1월 2일에 확인함.
211. ↑  “ソフトバンク開幕投手は千賀滉大「エースなので」と藤本監督　３年ぶり３度目　相手はビッグボス”. 닛칸 스포츠. 2022년 2월 15일. 2022년 3월 26일에 확인함.
212. ↑  “ソフトバンク千賀が登板回避　コロナ濃厚接触者の可能性で”. 西日本新聞me. 2022년 3월 5일. 2024년 1월 2일에 확인함.
213. ↑  “開幕投手の千賀13日ぶり実戦へ「ほぼ初の神宮楽しめたら」”. 西日本スポーツ. 2022년 3월 11일. 2022년 3월 13일에 원본 문서에서 보존된 문서. 2024년 1월 2일에 확인함.
214. ↑  “「もういいです」千賀72球で感じた「圧倒的キャリアハイ」への手応え”. 西日本スポーツ. 2022년 3월 19일. 2022년 3월 26일에 원본 문서에서 보존된 문서. 2024년 1월 2일에 확인함.
215. ↑  “ソフトバンク・千賀が７回１失点の好投も反省「頭をしっかり整理して次に向けて準備したい」”. 東スポ. 2022년 3월 25일. 2022년 3월 26일에 확인함.
216. ↑  “ソフトB新助っ人・ガルビス「信じられない」逆転満弾で開幕戦6連勝!初陣・藤本監督に初白星プレゼント”. Sponichi Annex. 2022년 3월 26일. 2022년 3월 26일에 확인함.
217. ↑  “千賀ほえた！7回2死満塁マルモレホス斬り！8回9K無失点で今季初勝利　ソフトバンク開幕7連勝”. Sponichi Annex. 2022년 4월 1일. 2024년 1월 2일에 확인함.
218. ↑  “【ソフトバンク】千賀滉大７回無失点で無傷３勝目「内容的には渋い感じあった」７Ｋで寄せつけず”. 닛칸 스포츠. 2022년 4월 14일. 2022년 8월 7일에 확인함.
219. 1 2  “ソフトB・千賀8回1失点14Kの力投実らず今季初黒星　通算1000投球回、初回に自己最速164キロも”. Sponichi Annex. 2022년 5월 13일. 2022년 8월 7일에 확인함.
220. ↑  “鷹・千賀“サッポロ奪三振ショー”の理由　よみがえった「甲斐泣かせ」のお化けフォーク”. 東スポ. 2022년 5월 14일. 2022년 8월 7일에 확인함.
221. ↑  “千賀「キャッチャーの拓也に申し訳ない」　4回4失点ともに交代　2連敗”. 西日本スポーツ. 2022년 5월 20일. 2022년 5월 20일에 원본 문서에서 보존된 문서. 2024년 1월 2일에 확인함.
222. ↑  “ソフトバンク千賀、右肘の張りで抹消　次回登板日について藤本監督が言及”. 西日本スポーツ. 2022년 5월 21일. 2022년 8월 7일에 원본 문서에서 보존된 문서. 2024년 1월 2일에 확인함.
223. ↑  “投げて打って体がつった！エース千賀滉大が地元で二刀流の独り舞台”. 西日本スポーツ. 2022년 6월 4일. 2022년 6월 3일에 원본 문서에서 보존된 문서. 2024년 1월 2일에 확인함.
224. ↑  “鷹・千賀滉大、右肘の張りで緊急降板　藤本監督「握力が入らなくなった」”. Full-Count. 2022-06-24. 2022년 8월 7일에 확인함.
225. ↑  “ソフトB・千賀　再び登録抹消　24日の試合で右肘に張り訴え降板”. Sponichi Annex. 2022년 6월 26일. 2022년 8월 7일에 확인함.
226. ↑  “「センキュー佑京って感じ」失策でパーフェクト途切れた千賀滉大が周東佑京に感謝したわけ”. 西日本スポーツ. 2022년 7월 14일. 2022년 7월 13일에 원본 문서에서 보존된 문서. 2024년 1월 2일에 확인함.
227. ↑  “ソフトB・千賀　8回無失点で今季8勝目！甲斐の先制打に笑顔「久しぶりに打ってくれて嬉しかった」”. Sponichi Annex. 2022년 7월 21일. 2022년 8월 7일에 확인함.
228. ↑  “ソフトバンク、歴史的な「混パ」で減らすのはミス、増やすのは貯金　エース千賀で後半戦スタート”. 西日本スポーツ. 2022년 7월 29일. 2022년 8월 5일에 원본 문서에서 보존된 문서. 2024년 1월 2일에 확인함.
229. ↑  “ソフトバンクが首位陥落　千賀が５回５失点で４敗目　藤本監督「明日、やり直すしかない」”. 데일리 스포츠. 2022년 7월 29일. 2022년 8월 7일에 확인함.
230. ↑  “【ソフトバンク】千賀滉大コロナ陽性　発熱、喉の違和感、倦怠感で自主隔離　濃厚接触疑い者なし”. 닛칸 스포츠. 2022년 8월 4일. 2022년 8월 7일에 확인함.
231. ↑  “【公示】4日陽性判定のソフトバンク千賀投手が登録抹消　代替指名選手に杉山投手”. 日テレNEWS NNN. 2022년 8월 5일. 2024년 1월 2일에 확인함.
232. ↑  “千賀が23日ぶり実戦で158キロ！　2軍戦で4回無失点、26日のハム3連戦から1軍復帰へ”. 西日本スポーツ. 2022년 8월 21일. 2022년 8월 21일에 원본 문서에서 보존된 문서. 2024년 1월 2일에 확인함.
233. ↑  “ソフトバンク藤本監督「継投でノーノー」リベンジ誓う　久々先発の千賀滉大には球数制限”. 西日本スポーツ. 2022년 8월 28일. 2022년 8월 28일에 원본 문서에서 보존된 문서. 2024년 1월 2일에 확인함.
234. ↑  “メジャー8球団が復活勝利に熱視線　千賀滉大が次に狙う「ひげのエース」以来の勲章”. 西日本スポーツ. 2022년 8월 29일. 2022년 9월 4일에 원본 문서에서 보존된 문서. 2024년 1월 2일에 확인함.
235. ↑  “わずか1日で首位奪い返した　千賀滉大は7年連続の快挙も「普通に投げれば」と涼しい顔”. 西日本スポーツ. 2022년 9월 11일. 2022년 9월 13일에 원본 문서에서 보존된 문서. 2024년 1월 2일에 확인함.
236. ↑  “「感情は勝手に出るもの。ずっと冷静」千賀滉大は終始クールにロッテ噛みつくした”. 西日本スポーツ. 2022년 9월 26일. 2022년 10월 8일에 원본 문서에서 보존된 문서. 2024년 1월 2일에 확인함.
237. ↑  “【ソフトバンク】胴上げ”お預け”も優勝マジック『1』、10・１西武戦エース・千賀で決める”. 주니치 스포츠. 2022년 9월 30일. 2022년 10월 3일에 확인함.
238. ↑  “「僕がやらなくちゃ」千賀、大一番に中5日先発　きょう西武戦”. 西日本スポーツ. 2022년 10월 1일. 2022년 10월 7일에 원본 문서에서 보존된 문서. 2024년 1월 2일에 확인함.
239. ↑  “「話せることがありません」千賀滉大悔しさあらわ　7回1失点でも、2年ぶり規定投球回到達でも”. 西日本スポーツ. 2022년 10월 1일. 2022년 10월 15일에 원본 문서에서 보존된 문서. 2024년 1월 2일에 확인함.
240. ↑  “鷹、サヨナラ負けにバッテリーが号泣　山川に痛恨被弾…一転してV逸に直面”. Full-Count. 2022년 10월 1일. 2022년 10월 3일에 확인함.
241. ↑  “ソフトバンク優勝マジック1から悪夢のV逸　M点灯からの足取り”. 西日本スポーツ. 2022년 10월 2일. 2022년 10월 5일에 원본 문서에서 보존된 문서. 2024년 1월 2일에 확인함.
242. ↑  “2022年度 パシフィック・リーグ 個人投手成績（規定投球回以上）”. 일본 야구 기구. 2022년 10월 3일에 확인함.
243. ↑  “2022年度 パシフィック・リーグ 【防御率】 リーダーズ（投手部門）”. 일본 야구 기구. 2022년 10월 3일에 확인함.
244. ↑  “2分の囲み取材で6度連呼　藤本監督がエース千賀滉大に託したあの男退治”. 西日本スポーツ. 2022년 10월 8일. 2022년 10월 22일에 원본 문서에서 보존된 문서. 2024년 1월 2일에 확인함.
245. ↑  “ソフトバンク5回守備で二死を追うものは一死も得ず、ワンミスから2失点を許す”. Sponichi Annex. 2022년 10월 8일. 2022년 10월 16일에 확인함.
246. 1 2  “ソフトバンク・千賀「ゼロで帰ろうと」　細心の注意払い8回のピンチ凌ぐ”. BASEBALL KING. 2022년 10월 8일. 2022년 10월 16일에 확인함.
247. ↑  “【ソフトバンク】千賀滉大「あと１回いかせて下さい」エースの責任感で志願の続投　最終Ｓ進出王手”. 스포츠 호치. 2022년 10월 9일. 2022년 10월 16일에 확인함.
248. ↑  “【ソフトバンク】痛恨連敗で突破崖っぷち、残り４戦４勝が絶対条件　中５日エース千賀に託す”. 닛칸 스포츠. 2022년 10월 13일. 2022년 10월 16일에 확인함.
249. ↑  “崖っぷちのソフトバンクにエースの意地　千賀滉大、160キロ連発で奪三振ショー”. 西日本スポーツ. 2022년 10월 14일. 2022년 10월 22일에 원본 문서에서 보존된 문서. 2024년 1월 2일에 확인함.
250. ↑  “千賀　窮地のソフトバンク救った「もう後がなかったので、少し緊張していた」奇跡4連勝の突破へつなぐ”. Sponichi Annex. 2022년 10월 15일. 2022년 10월 16일에 확인함.
251. ↑  “終戦直後の断言「FA権行使絶対します」千賀滉大尽きぬメジャーへの思い”. 西日本スポーツ. 2022년 10월 16일. 2022년 10월 17일에 원본 문서에서 보존된 문서. 2024년 1월 2일에 확인함.
252. ↑  “【ソフトバンク】千賀滉大が海外FA権の行使を明言「変わることはない。行使は絶対します」”. 《닛칸 스포츠》. 2022년 10월 15일. 2022년 10월 16일에 확인함.
253. ↑  “ＮＰＢがＦＡ宣言選手を公示　ソフトバンク・千賀、日本ハム・近藤　国内では森ら”. 데일리 스포츠. 2022년 11월 10일. 2022년 12월 18일에 확인함.
254. ↑  Anthony DiComo (2022년 12월 18일). “Mets finalize 5-year deal with RHP Senga”. 《MLB.com》 (영어). 2022년 12월 21일에 확인함.
255. ↑  “「大リーガー千賀滉大」ついに現実へ　ソフトバンク球団に訴え続けた「夢」”. 西日本スポーツ. 2022년 12월 11일. 2022년 12월 11일에 원본 문서에서 보존된 문서. 2022년 12월 18일에 확인함.
256. 1 2  “Mets sign RHP Kodai Senga”. 《MLB.com》 (영어). 2022년 12월 18일. 2022년 12월 21일에 확인함.
257. ↑  “メッツが千賀滉大との５年契約を正式発表　オーナー「非常にうれしく」、ＧＭ「何年も前から注目」”. 스포츠 호치. 2022년 12월 18일. 2022년 12월 18일에 확인함.
258. ↑  Anthony DiComo (2022년 12월 20일). “Senga acclimating quickly, meets New York media”. 《MLB.com》 (영어). 2022년 12월 21일에 확인함.
259. 1 2  山田結軌、竹濱江利子 (2022년 12월 20일). “千賀滉大が熱望　シャーザー＆バーランダーと世界一！　ＷＢＣでも途中参戦で世界一！！”. 《サンスポ》. 2022년 12월 21일에 확인함.
260. ↑  “千賀滉大が背番号「34」を選んだワケ　異例の試み「決め手がなかったので…」”. Full-Count. 2022년 12월 20일. 2022년 12월 20일에 확인함.
261. ↑  “【入団会見一問一答】千賀滉大「レジェンドであるシャーザーやバーランダーという2人の存在が大きかった」”. 《산케이 스포츠》. 2022년 12월 20일. 2024년 4월 20일에 확인함.
262. ↑  “千賀滉大、WBC不参加が決定　調整の難しさに配慮…栗山監督が“親心”で決断”. 《Full-Count》. 2023년 1월 28일. 2023년 3월 13일에 확인함.
263. ↑  “千賀滉大、メジャー初登板初勝利 6回途中1失点、“お化けフォーク”で8奪三振”. 《Full-Count》. Creative2. 2023년 4월 3일. 2023년 4월 3일에 확인함.
264. ↑  Theo DeRosa (2023년 7월 8일). “5 pitchers named as All-Star Game replacement players”. 《MLB.com》 (영어). 2023년 7월 9일에 확인함.
265. 1 2  Jay Paris (2023년 7월 8일). “Senga added to NL All-Star roster, will join Alonso in Seattle”. 《MLB.com》 (영어). 2023년 7월 9일에 확인함.
266. ↑  “千賀滉大は野茂英雄、斎藤隆、ダルビッシュに次いで日本人ルーキー４人目の得票　サイ・ヤング賞”. 《닛칸 스포츠》. 2023년 11월 16일. 2023년 11월 18일에 확인함.
267. ↑  “Year-by-Year Top-Tens Leaders & Records for Hits per 9 IP”. 《Baseball-Reference.com》. 2024년 4월 20일에 확인함.
268. ↑  “Year-by-Year Top-Tens Leaders & Records for Strikeouts per 9 IP”. 《Baseball-Reference.com》. 2024년 4월 20일에 확인함.
269. ↑  “Year-by-Year Top-Tens Leaders & Records for Home Runs per 9 IP”. 《Baseball-Reference.com》. 2024년 4월 20일에 확인함.
270. ↑  “2023 Awards Voting (NL Rookie of the Year Voting)”. 《Baseball-Reference.com》. 2024년 4월 20일에 확인함.
271. ↑  “2023 Awards Voting (NL Cy Young Voting)”. 《Baseball-Reference.com》. 2024년 4월 20일에 확인함.
272. ↑  INC, SANKEI DIGITAL (2024년 2월 23일). “【ＭＬＢ】メッツ・千賀滉大、開幕間に合わず 右肩後部に張り「非常に悔しい」”. 《サンスポ》 (일본어). 2024년 7월 29일에 확인함.
273. ↑  INC, SANKEI DIGITAL (2024년 2월 26일). “【ＭＬＢ】千賀滉大、復帰は４月下旬か 右肩に「ＰＲＰ注射」３週間投球禁止”. 《サンスポ》 (일본어). 2024년 7월 29일에 확인함.
274. ↑  INC, SANKEI DIGITAL (2024년 7월 4일). “【ＭＬＢ】千賀滉大、復帰戦「無事に終えられた」 マイナーで２回２／３無失点”. 《サンスポ》 (일본어). 2024년 7월 29일에 확인함.
275. ↑  山田結軌 (2024년 7월 27일). “【ＭＬＢ】メッツ・千賀滉大が日米通算１００勝もアクシデント 復帰戦で今季初勝利も再び負傷離脱か”. 《サンスポ》 (일본어). 2024년 7월 29일에 확인함.
276. ↑  INC, SANKEI DIGITAL (2024년 7월 28일). “【ＭＬＢ】千賀滉大、６０日間のＩＬに移行 左脚重傷で今季絶望も”. 《サンスポ》 (일본어). 2024년 7월 29일에 확인함.
277. ↑  “小久保監督　初選出の千賀に期待「あのフォークは世界で通用する」”. Sponichi Annex. 2016년 10월 18일. 2022년 2월 20일에 확인함.
278. ↑  “全世代侍ジャパン選手リスト　千賀滉大”. 野球日本代表 侍ジャパン オフィシャルサイト. 2017년 3월 25일에 확인함.
279. ↑  “ホークス千賀ＷＢＣ代表決定　お化けフォークで世界を斬る！”. 西日本スポーツ. 2017년 1월 25일. 2017년 3월 14일에 원본 문서에서 보존된 문서. 2024년 1월 2일에 확인함.
280. ↑  “侍ジャパン千賀圧巻！初登板初白星　日本２次Ｌ進出王手”. 西日本スポーツ. 2017년 3월 9일. 2017년 3월 22일에 원본 문서에서 보존된 문서. 2024년 1월 2일에 확인함.
281. ↑  “千賀連続Ｋ　マウンドで仁王立ち”. 西日本スポーツ. 2017년 3월 13일. 2017년 3월 15일에 원본 문서에서 보존된 문서. 2024년 1월 2일에 확인함.
282. ↑  “千賀圧投、日の丸エースだ！　初先発５回１安打０封”. 西日本スポーツ. 2017년 3월 16일. 2017년 5월 2일에 원본 문서에서 보존된 문서. 2024년 1월 2일에 확인함.
283. ↑  “侍・千賀、華々しい記録と消せない記憶　衝撃の４連続三振、痛恨の初失点「情けない」”. 西日本スポーツ. 2017년 3월 23일. 2017년 5월 2일에 원본 문서에서 보존된 문서. 2024년 1월 2일에 확인함.
284. ↑  “侍J・千賀、敗戦投手も強烈印象　米国ファン驚嘆「すぐにMLBでプレーを」”. Full-Count. 2017년 3월 23일. 2017년 3월 23일에 확인함.
285. ↑  “Yadi, Balentien among All-Classic Team standouts” (영어). World Baseball Classic. 2017년 3월 22일. 2017년 3월 23일에 확인함.
286. 1 2  “ソフトバンク千賀、地元蒲郡市スポーツ栄誉賞を受賞”. 닛칸 스포츠. 2017년 5월 22일. 2017년 6월 2일에 확인함.
287. ↑  “稲葉ジャパン、3月に豪州と強化試合　柳田、筒香らメンバー6名を先行発表”. BASEBALL KING. 2018년 1월 23일. 2022년 2월 20일에 확인함.
288. ↑  “侍Ｊ開幕投手は千賀「凄く大事な試合」”. Sponichi Annex. 2018년 3월 3일. 2022년 2월 20일에 확인함.
289. ↑  ““開幕投手”千賀が満点投球　凱旋登板で６者連続Ｋ”. Sponichi Annex. 2018년 3월 3일. 2022년 2월 20일에 확인함.
290. ↑  “巨人・中川、ソフトB周東が侍ジャパン初選出　「プレミア12」メンバーに坂本勇、千賀ら28人”. Sponichi Annex. 2019년 10월 1일. 2024년 1월 2일에 확인함.
291. ↑  “ソフトバンク千賀が右肩違和感で侍辞退　日本S出場チームから3投手追加”. 西日本スポーツ. 2019년 10월 24일. 2019년 10월 24일에 원본 문서에서 보존된 문서. 2024년 1월 2일에 확인함.
292. ↑  “巨人中川皓太が肋骨骨折、侍辞退「悔しく、申し訳ない気持ちでいっぱい」”. 닛칸 스포츠. 2021년 6월 25일. 2022년 2월 20일에 확인함.
293. ↑  “「ラスト侍」は千賀、稲葉監督が招集決断　故障明けも球団了承、先発＆救援で切り札に”. 西日本スポーツ. 2021년 7월 2일. 2022년 2월 25일에 원본 문서에서 보존된 문서. 2024년 1월 2일에 확인함.
294. ↑  “千賀、侍ジャパン入り正式決定「出られなくなった投手の分まで」”. 西日本スポーツ. 2021년 7월 5일. 2021년 7월 13일에 원본 문서에서 보존된 문서. 2024년 1월 2일에 확인함.
295. ↑  “侍ジャパン千賀滉大、本番で復活の0封劇 稲葉監督との「直電」の中身”. 西日本スポーツ. 2021년 8월 8일. 2021년 8월 19일에 원본 문서에서 보존된 문서. 2024년 1월 2일에 확인함.
296. ↑  “球速ドットコム”. 《tokyudx.com》. 2023년 10월 13일에 확인함.
297. ↑  “What to know about NPB starting pitcher Kodai Senga, who's expected to sign with MLB team this offseason”. 《CBSSports.com》. 2022년 11월 18일. 2024년 4월 20일에 확인함.
298. ↑  “あの名将が松坂大輔より上と脱帽。高橋宏斗は世代No.1を目指す”. web Sportiva. 2019년 11월 20일. 2021년 4월 9일에 확인함.
299. ↑  “千賀滉大は大谷翔平、吉田正尚は鈴木誠也と"同等"　渡米前3年間の"驚異的"数字”. 《Full-Count》. 2022년 12월 15일. 2024년 4월 9일에 확인함.
300. ↑  “鷹・千賀滉大が自己最速の164キロ！　清宮への5球目、これまでの161キロを3キロ更新”. Full-Count. 2022년 5월 13일에 원본 문서에서 보존된 문서. 2022년 5월 13일에 확인함.
301. 1 2  “ソフトB千賀「お化けフォーク」の正体は…?野田浩司氏が斬る”. 《스포니치 Sponichi Annex》. 스포츠 닛폰. 2013년 6월 20일. 2013년 6월 28일에 확인함.
302. ↑  “ソフトバンクvs巨人(2019年10月19日)-1球速報-日本シリーズ-日程・結果-プロ野球dメニュースポーツ”. dmenuスポーツ. 2018년 10월 19일. 2019년 10월 20일에 확인함.
303. ↑  “「何だ、今の？」　ホークス千賀の代名詞「お化けフォーク」誕生の秘密”. 《Full-Count》. 2017년 7월 14일. 2019년 5월 3일에 확인함.
304. ↑  “米国に衝撃与えた千賀の"ゴーストフォーク" 「あれは何だ？ スプリットか？」”. Full-Count. 2021년 8월 3일. 2021년 8월 7일에 확인함.
305. ↑  “「先発投手の最高記録だ」千賀滉大が記録した『59.5%』に米識者が驚愕　魔球・ゴーストフォークが現地で再脚光”. 《CoCoKARAnext》. 2023년 12월 27일. 2024년 5월 19일에 확인함.
306. ↑  “【MLB】実はおばけフォーク以上！？　千賀滉大を支えたもう一つの切り札”. 《SPOTV news》. 2023년 9월 28일. 2024년 4월 21일에 확인함.
307. ↑  “ソフトバンクの無失点男、千賀とダルビッシュの共通点”. 週プレNEWS. 2013년 7월 6일. 2015년 11월 26일에 원본 문서에서 보존된 문서. 2021년 4월 9일에 확인함.
308. ↑  “昨オフに感覚つかんだ千賀、工夫と中日・吉見から助言で完成”. 스포츠 닛폰. 2013년 6월 20일. 2013년 6월 26일에 원본 문서에서 보존된 문서. 2013년 6월 26일에 확인함.
309. ↑  【濃密】育成4位から日本代表へ…倉野信次元コーチが今だから話せる千賀滉大”魔改造”の真実【工藤公康監督との投手王国育成計画秘話も】【倉野さんとちゃんと野球の話SP①/3】【ソフトバンク巨人】 上原浩治の雑談魂 2022/04/22 (2022年5月2日閲覧)
310. ↑  “千賀結婚　お相手は広島出身の２２歳”. 《西日本スポーツ》. 2015년 12월 26일. 2021년 1월 19일에 원본 문서에서 보존된 문서. 2017년 3월 20일에 확인함.
311. ↑  “ソフトバンク千賀に第１子長女が誕生”. 닛칸 스포츠. 2017년 1월 31일. 2017년 12월 24일에 확인함.
312. ↑  “ソフトバンクで“ももクロポーズ”大ブーム”. 《도쿄 스포츠》. 2013년 5월 24일. 2020년 2월 17일에 원본 문서에서 보존된 문서. 2017년 3월 20일에 확인함.
313. ↑  “あの5人組のアイドルもソフトバンクVに貢献!?　柳田ら選手登場曲で背中を後押し”. 《ベースボールチャンネル》. 2015년 9월 21일. 2017년 3월 20일에 확인함.
314. ↑  石橋隆雄 (2013년 6월 8일). “ソフトＢ千賀がナゴヤドームで奮い立つ”. 《닛칸 스포츠》. 日刊スポーツ新聞社. 2020년 11월 6일에 원본 문서에서 보존된 문서. 2020년 11월 6일에 확인함.
315. ↑  “千賀滉大 プロフィール” (PDF). 《가마고리시》. 蒲郡市. 2020년 11월 6일에 원본 문서 (PDF)에서 보존된 문서. 2020년 11월 6일에 확인함.
316. ↑  “蒲郡市観光大使・特別観光大使”. 《愛知県蒲郡市公式ホームページ》. 蒲郡市. 2020년 11월 6일에 원본 문서에서 보존된 문서. 2020년 11월 6일에 확인함.
317. ↑  今シーズンからメジャーリーグに移籍した
318. ↑  千賀滉大 “お化けフォーク”の投げ方 ＆ MVP男・大谷翔平を語る【ピッチャーズバイブル】
319. 1 2  “ソフトバンク・千賀 憧れの存在・松坂の「１８」継承を辞退していた…悩んだ末に生まれた決意”. 《東スポWeb》. 2021년 10월 20일. 2021년 11월 8일에 확인함.
320. ↑  “ゴールドポストプロジェクト”. 首相官邸 オリンピック・パラリンピックレガシー推進室. 2022년 6월 9일에 확인함.
321. ↑  “【動画】世界のSEGAとSENGAがコラボ！　メッツ千賀滉大が奪三振時の特別演出にファン反応「アメリカセンスほんと素晴らしい」「滅茶苦茶いいなあ！」”. 西スポWeb. 2023년 9월 2일에 확인함.
322. ↑  “「お化けフォーク」から「ゴーストフォーク」へ衣替え　米大リーグで存在感増すメッツ千賀”. 《産経ニュース》. 2023년 4월 10일. 2024년 4월 9일에 확인함.
323. ↑  “メジャー初登板初勝利の千賀滉大 “おしゃれグローブ”にNYも注目「特徴的な投球で圧倒」”. 《スポニチ Sponichi Annex》. 2023년 4월 3일. 2023년 8월 28일에 확인함.
324. ↑  “2013年5月12日 【公式戦】 試合結果 （福岡ソフトバンクvs埼玉西武）”. NPB.jp 日本野球機構. 2017년 6월 18일에 원본 문서에서 보존된 문서. 2022년 7월 7일에 확인함.
325. ↑  “2013年7月26日 【公式戦】 試合結果 （福岡ソフトバンクvs北海道日本ハム）”. NPB.jp 日本野球機構. 2020년 9월 29일에 원본 문서에서 보존된 문서. 2022년 7월 7일에 확인함.
326. ↑  “2015年8月18日 【公式戦】 試合結果 （オリックスvs福岡ソフトバンク）”. NPB.jp 日本野球機構. 2021년 4월 21일에 원본 문서에서 보존된 문서. 2022년 7월 7일에 확인함.
327. ↑  “2016年4月13日 【公式戦】 試合結果 （埼玉西武vs福岡ソフトバンク）”. NPB.jp 日本野球機構. 2021년 2월 25일에 원본 문서에서 보존된 문서. 2022년 7월 7일에 확인함.
328. ↑  “2018年8月17日 【公式戦】 試合結果 （オリックスvs福岡ソフトバンク）”. NPB.jp 日本野球機構. 2021년 5월 18일에 원본 문서에서 보존된 문서. 2022년 7월 7일에 확인함.
329. ↑  “【ソフトバンク】千賀滉大、先制犠飛でプロ初打点　大野雄大とのエース対決で自援護”. 《스포츠 호치》. 報知新聞社. 2022년 6월 3일. 2022년 6월 3일에 원본 문서에서 보존된 문서. 2022년 7월 7일에 확인함.
330. ↑  “2022年6月3日 【公式戦】 試合結果 （中日vs福岡ソフトバンク）”. NPB.jp 日本野球機構. 2022년 7월 7일에 원본 문서에서 보존된 문서. 2022년 7월 7일에 확인함.
331. ↑  “【ソフトバンク】千賀滉大が通算1000投球回達成　NPB史上362人目”. 닛칸 스포츠. 2022년 5월 13일. 2022년 5월 13일에 원본 문서에서 보존된 문서. 2022년 5월 13일에 확인함.
332. ↑  “NPB通算奪三振率ランキング、千賀滉大が野茂英雄を超えて歴代1位浮上”. 《SPAIA》. 2023년 12월 7일. 2024년 8월 16일에 확인함.
333. 1 2  “メッツ千賀滉大、デビュー戦で初勝利「足がゴースト」も６回途中１失点“お化けフォーク”で８Ｋ”. 《닛칸 스포츠》. 2023년 4월 3일. 2023년 4월 3일에 확인함.
334. ↑  “千賀滉大、復帰戦で日米通算100勝 ６回途中２失点、左ふくらはぎ痛で無念の降板も今季初勝利”. 《닛칸 스포츠》. 2024년 4월 27일. 2024년 4월 27일에 확인함.